# François-Joseph Ier
Pour les articles homonymes, voir François-Joseph et François-Joseph Ier (homonymie).
François-Joseph Ier (en allemand : Franz Joseph I., en hongrois : I. Ferenc József), né le 18 août 1830 à Vienne et mort le 21 novembre 1916 dans la même ville, est monarque d'Autriche-Hongrie, plus précisément empereur d’Autriche et roi apostolique de Hongrie. Membre de la maison de Habsbourg-Lorraine, il règne sur l'Autriche et la Hongrie du 2 décembre 1848 jusqu'à sa mort. Du 1er mai 1850 au 24 août 1866, il occupe également la fonction de président de la Confédération germanique.
Avec près de 68 ans passés sur le trône, il détient le plus long règne en tant que souverain d'Autriche et de Hongrie, ainsi que le quatrième plus long règne de tous les pays de l'histoire européenne, après le roi de France Louis XIV, la reine Élisabeth II du Royaume-Uni et le prince Jean II de Liechtenstein. 
En décembre 1848, à la suite du Printemps des peuples et de la révolution autrichienne, l'empereur Ferdinand Ier abdiqua le trône, dans le cadre du plan du ministre-président Felix zu Schwarzenberg visant à mettre fin aux révolutions de 1848 en Hongrie. Cela permit à François-Joseph, neveu de Ferdinand, d'accéder au trône. Largement considéré comme un réactionnaire, François-Joseph a passé son règne à résister au constitutionnalisme dans ses domaines. L’Empire autrichien fut contraint de céder son influence sur la Toscane et l’essentiel de ses prétentions sur le royaume de Lombardie-Vénétie au royaume de Piémont-Sardaigne, à la suite de la deuxième guerre d'indépendance italienne en 1859 et de la troisième en 1866. Malgré la défaite de l'Empire après la guerre austro-prussienne, l'Autriche, avec la paix de Prague signée le 23 août 1866, ne céda aucun territoire au royaume de Prusse, mais dut abandonner ses prétentions à l'unification de l'Allemagne sous l'égide de la maison de Habsbourg.
Le règne de François-Joseph a été troublé par le nationalisme dans plusieurs de ses territoires. Il conclut le compromis austro-hongrois de 1867, accordant une plus grande autonomie à la Hongrie et transformant l'empire autrichien en une double monarchie austro-hongroise. Il régna pacifiquement pendant 45 ans, mais il subit personnellement les tragédies de l'exécution de son frère, l'empereur Maximilien Ier du Mexique en 1867, de la mort dans des conditions mystérieuses de son fils et héritier, le prince Rodolphe en 1889, de l'assassinat de sa femme, l'impératrice Élisabeth (« Sissi ») en 1898, et de l'assassinat de son neveu et héritier présomptif, l'archiduc François-Ferdinand, en 1914.
Après la guerre austro-prussienne, les intérêts de l’Autriche-Hongrie se sont portés vers les Balkans, point chaud de la tension internationale en raison de conflits d’intérêts avec l’Empire russe. La crise en Bosnie est le résultat de l'annexion de la Bosnie-Herzégovine par François-Joseph en 1908. Celle-ci était occupée par les troupes autrichiennes depuis le Congrès de Berlin en 1878.
Le 28 juin 1914, l'assassinat à Sarajevo de l'archiduc François-Ferdinand, son neveu et héritier présomptif, aboutit à la déclaration de guerre au royaume de Serbie, allié de l'Empire russe. Cela déclenche le système d'alliances qui débouche sur la Première Guerre mondiale.
François-Joseph décède le 21 novembre 1916, après avoir régné sur l'Autriche pendant près de 68 ans. Son petit-neveu Charles lui succède.

## Enfance

### Naissance et famille

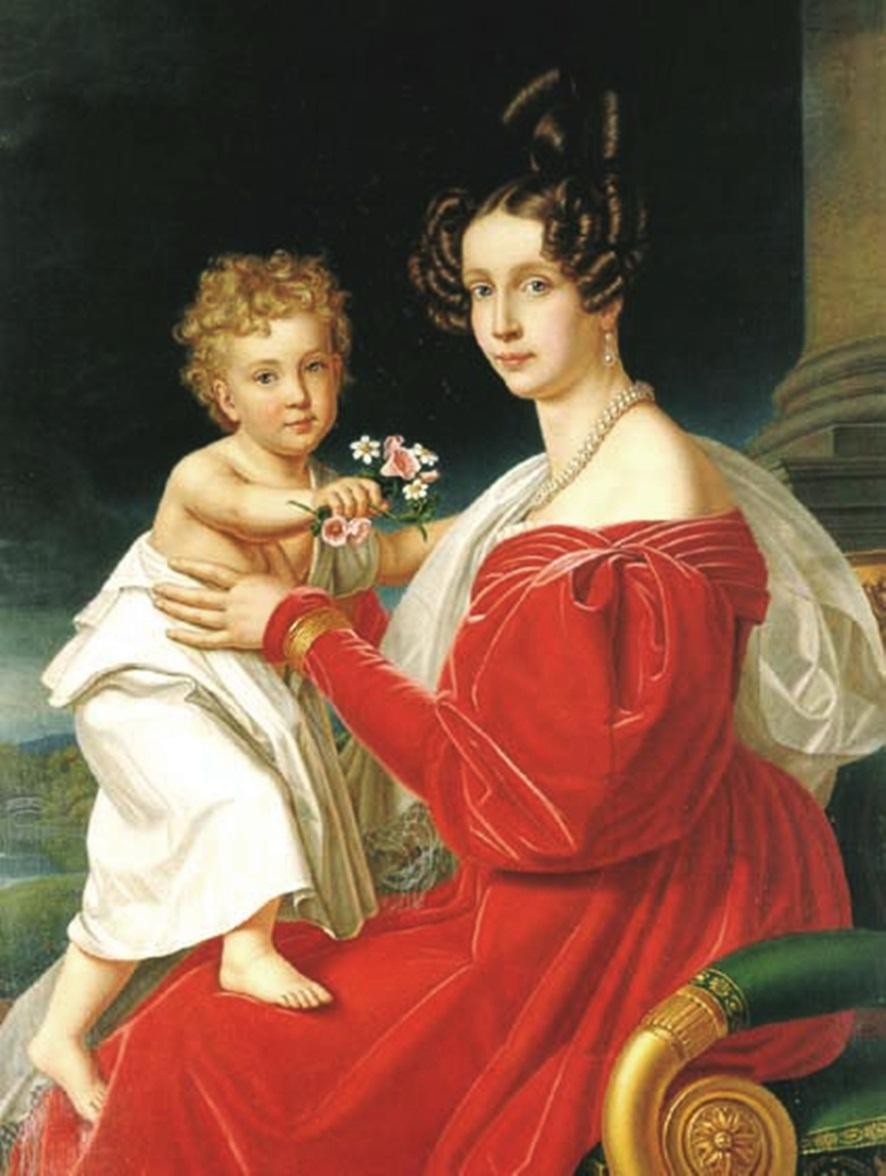
L'archiduc François dans les bras de sa mère, l'archiduchesse Sophie (1831).

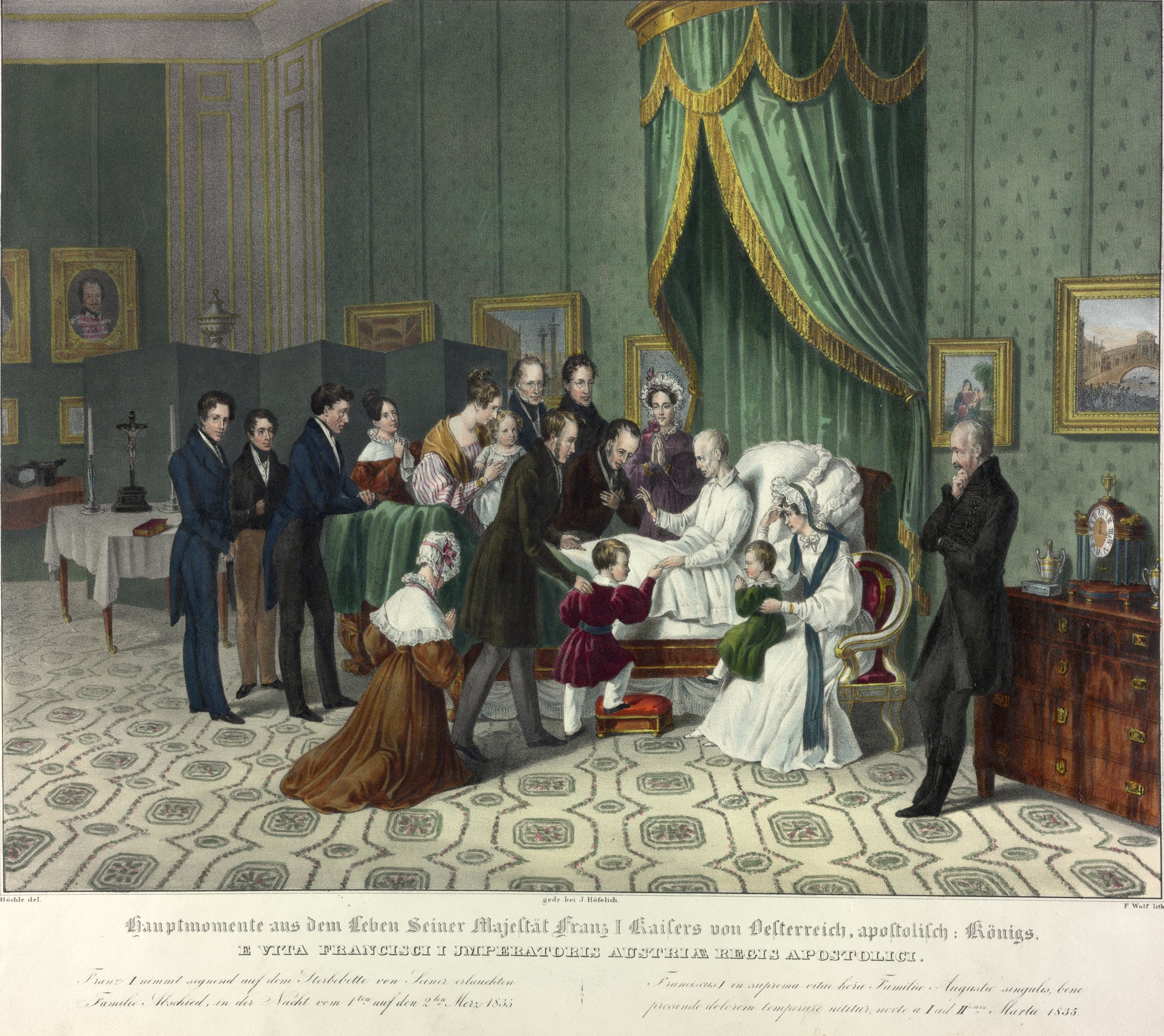
L'empereur François Ier, tenant la main de son petit-fils, l'archiduc François-Joseph, faisant ses adieux à sa famille (1835).

François Joseph Charles de Habsbourg-Lorraine naît le 18 août 1830 à 9 h 45 au château de Schönbrunn à Vienne. Petit-fils de l'empereur François Ier, il est le fils aîné de l’archiduc François-Charles et de la princesse Sophie de Bavière. François-Joseph est l'aîné d'une fratrie de cinq. Il a trois frères et une sœur :
- Ferdinand Maximilien Joseph Marie (1832 – 1867), archiduc d’Autriche et empereur du Mexique ;
- Charles-Louis Joseph Marie (1833 – 1896), archiduc d’Autriche, ancêtre de l’actuel chef de la dynastie ;
- Marie-Anne Caroline Pia (1835 – 1840), archiduchesse d’Autriche ;
- Louis-Victor Joseph Antoine (1842 – 1919), archiduc d’Autriche.

### Ordre de succession au trône
À sa naissance, François-Joseph est troisième dans la ligne de succession de son grand-père, l’empereur François Ier. L'héritier présomptif du trône, son oncle l'archiduc Ferdinand, est un homme sujet à de nombreuses crises d'épilepsie et toujours célibataire à 37 ans. Le deuxième dans l'ordre de succession, le propre père de François-Joseph, est lui aussi très limité au point de vue physique et intellectuel, de sorte que les chances de l'enfant de devenir rapidement empereur sont réelles.
Confié aux bons soins de la baronne Louise Sturmfeder von Oppenweiler, la petite enfance de François-Joseph se déroule entre Vienne et les résidences impériales des environs. Il a cinq ans quand son grand-père l'empereur François Ier d'Autriche, qui a combattu la France révolutionnaire et impériale, fut contraint de donner sa fille aînée en mariage à Napoléon puis accueillit son petit-fils en exil, meurt. Son oncle Ferdinand devient empereur. À six ans, l'éducation du jeune archiduc est pris en charge par le comte Heinrich Bombelles, un proche du prince de Metternich, chancelier tout-puissant de l'empire. Le jeune prince reçoit un apprentissage classique et est élevé dans un environnement traditionaliste et catholique. Son précepteur en philosophie est l'abbé Rauscher, un conservateur partisan de la restauration catholique qui aura une grande influence sur son élève. Metternich en personne fait son éducation politique, fondée sur le rejet du libéralisme. Mais François-Joseph s'enthousiasme surtout pour le métier des armes. On lui décerne un brevet de colonel alors qu'il est âgé de treize ans. La chasse devient son passe-temps favori. Sa mère l’emmène régulièrement voir Madame Royale, fille de Louis XVI et Marie-Antoinette, alors exilée au Château de Frohsdorf.
L'archiduc François-Joseph tient très jeune un rôle de représentation important, c'est ainsi qu'il se rend en Hongrie en 1847.

### Un avènement sur fond de mise en action de la Sainte-Alliance

#### La révolution de 1848
En février 1848 éclate une révolution des patriotes italiens. La révolution gagne alors tout l'empire. La Hongrie et la Bohême bougent tandis que le 13 mars — jour anniversaire de la naissance de l'empereur Joseph II, révéré par les révolutionnaires — , une émeute bourgeoise, étudiante et ouvrière à Vienne provoque le renvoi de Metternich. L'empereur Ferdinand convoque une assemblée constituante qui émet une constitution inspirée de la Joyeuse entrée belge le 25 avril ; mais elle ne satisfait pas les populations révoltées.
En avril, François-Joseph, 17 ans, est nommé gouverneur de Bohême, mais sa mère préfère l'envoyer en Italie où il est laissé aux soins de l'armée. Aux côtés du général Radetzky, il connaît son baptême du feu à la bataille de Santa Lucia le 6 mai. Mais il est assez vite rappelé auprès de la famille impériale, à Innsbruck puis à Vienne. Comme sa mère, il est un farouche partisan de l'écrasement de la révolution par l'armée.

## Empereur d'Autriche

### L'accession au trône
Après les émeutes sanglantes du 6 octobre, la famille et la cour impériale quittent Vienne pour Olmütz. C'est alors que le général Windischgrätz, auréolé par la reprise de Prague, propose aux Habsbourg de mettre un terme à la révolution en marchant sur Vienne. Ceci fait, Ferdinand Ier, trop compromis avec les révolutionnaires et inapte à gouverner, serait remplacé par son jeune neveu François-Joseph. L'empereur, pressé par l'impératrice-consort Marie-Anne de Sardaigne, accepte l'accord. Son père François-Charles, héritier du trône, poussé quant à lui par son épouse l'archiduchesse Sophie, renonce à ses droits au trône au profit de son fils.
Le 31 octobre, après un court siège, Windischgrätz et Jellačic investissent Vienne. Le 21 novembre, le prince Felix zu Schwarzenberg forme un gouvernement réactionnaire.

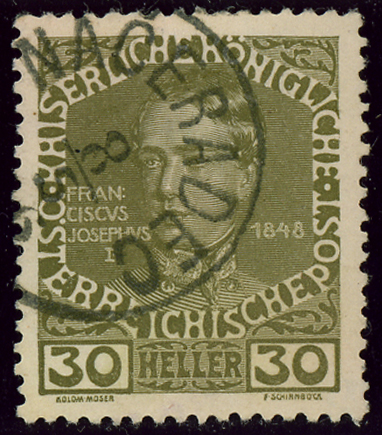
Portrait de l'empereur en 1848, émission du Jubilé de 1908 réalisée par Koloman Moser.

Le temps de l'avènement est venu pour François-Joseph. La passation de pouvoir entre lui et son oncle a officiellement lieu le 2 décembre 1848 dans la grande salle du palais archiépiscopal d'Olmütz (Moravie). Le nouvel empereur, acceptant ses nouvelles charges, aurait dit « Adieu, ma jeunesse ». Il a 18 ans et 3 mois. Il prend le nom de François-Joseph Ier (et non François II comme attendu, le prénom Joseph rappelle Joseph II, empereur réformateur). Il choisit comme devise Viribus unitis (avec nos forces unies), ce qui est de circonstance au moment où l'empire est au bord de la désagrégation. Il fait son entrée dans Vienne le 5 mai 1849, une fois les troubles matés.

### Le triomphe du conservatisme et de la réaction
Le nouvel empereur prend immédiatement en main les affaires de l'État, et dévoile au passage une force de travail impressionnante. Ce jeune homme de dix-huit ans est cependant alors sous l'influence de trois personnes essentielles : sa mère, l'archiduchesse Sophie de Bavière ; le Premier ministre Schwarzenberg, artisan de la restauration du pouvoir impérial ; et son premier aide de camp, le baron von Grünne, qui a la haute main sur les affaires militaires.
Après avoir rejeté le projet de constitution du Reichstag de Kremsier, jugé trop libéral, François-Joseph promulgue la Constitution du 4 mars 1849 (de), conservatrice et centralisatrice. L'empereur et Schwarzenberg souhaitent en effet unifier l'empire plutôt que d'accorder l'autonomie aux minorités. Le Reichstag est dans le même temps dissous.
Reste à écraser les Hongrois. Ces derniers remportent en avril 1849 des succès en repoussant une offensive autrichienne. François-Joseph, qui doit livrer une autre guerre en Italie du Nord, demande l'aide de l'empereur Nicolas Ier de Russie. L'alliance écrase finalement la rébellion en août 1849. S'ensuit une terrible répression encouragée par l'empereur et organisée sur place par le général Haynau, chef de l'armée autrichienne en Hongrie, déjà rendu célèbre par les tueries qu'il a commises dans le nord de l'Italie et qui lui ont valu le surnom de « Hyène de Brescia ». La Hongrie disparaît en tant qu'entité politique et est absorbée dans l'Autriche.
En Italie, une trêve a été conclue avec les Piémontais fin 1848, mais les hostilités reprennent le 2 mars 1849. Cependant, après la victoire autrichienne de Novare, le roi Charles-Albert est contraint de demander l'armistice puis d'abdiquer. Avec la paix signée le 6 août, le gouvernement piémontais doit verser 75 millions de francs d'indemnité à l'Autriche. Quant à la population italienne, la répression qui s'abat sur elle est moins lourde que celle subie par les Hongrois.
L'Empire doit parallèlement lutter avec la Prusse pour la suprématie en Allemagne. Frédéric-Guillaume IV souhaite en effet prendre la direction d'une Union allemande dont l'empire d'Autriche serait exclu. Schwarzenberg propose, lui, une solution « grande-autrichienne » qui regrouperait l'Allemagne et toutes les possessions habsbourgeoises. Lorsque la Hesse-Cassel demande l'aide en octobre 1850 de la Confédération germanique dominée par l'Autriche contre la Prusse, la guerre semble inévitable. Finalement, les Prussiens doivent renoncer à leur projet, c'est la « reculade d'Olmütz ». François-Joseph est conforté dans sa position de premier prince allemand, même si la question allemande n'est pas tranchée.

### L'ère du néo-absolutisme (1851-1859)

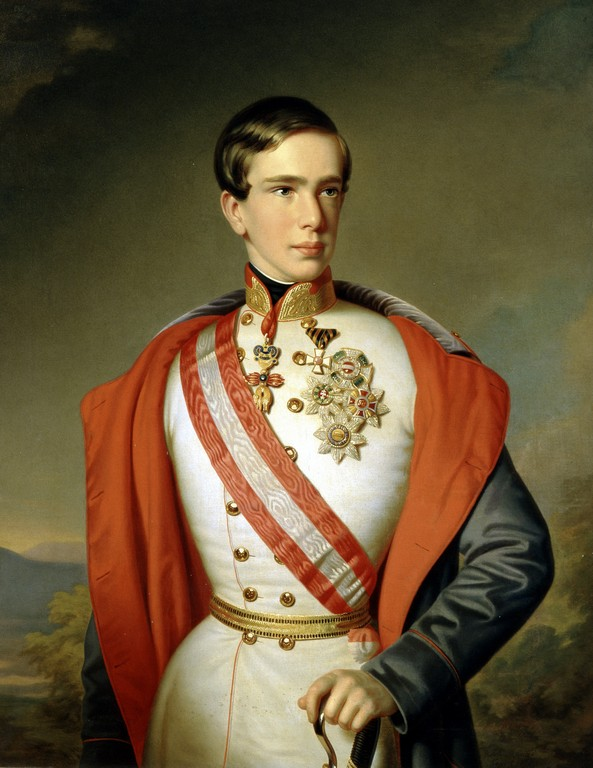
François-Joseph en 1851 (par Johann Ranzi).
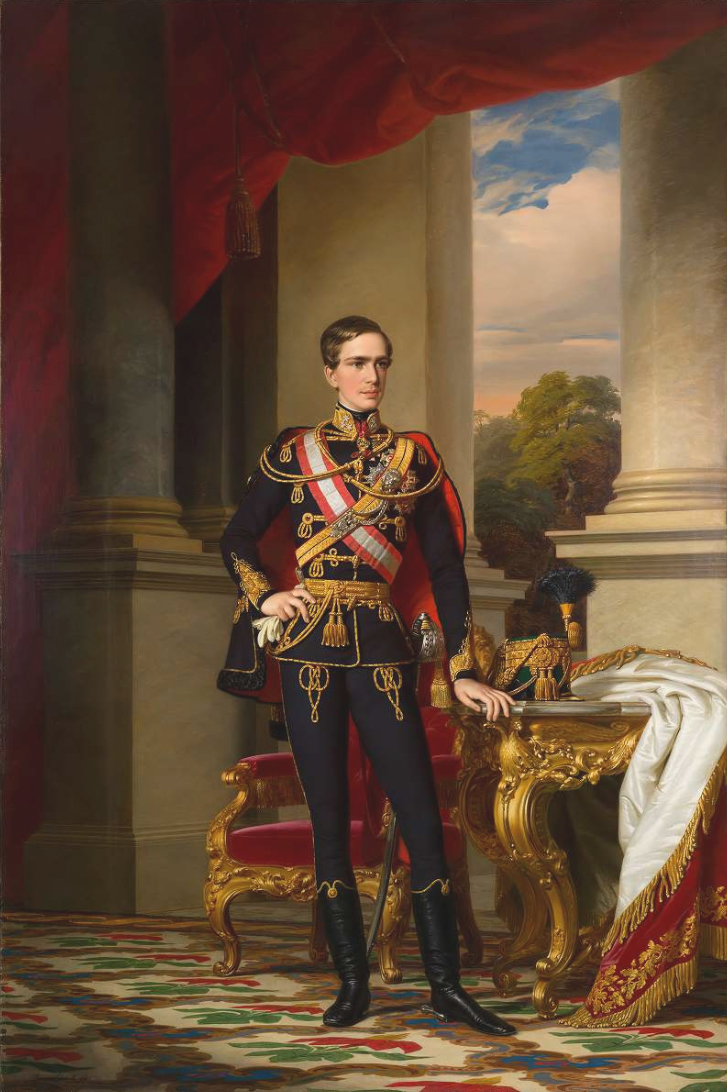
L'empereur en 1853.
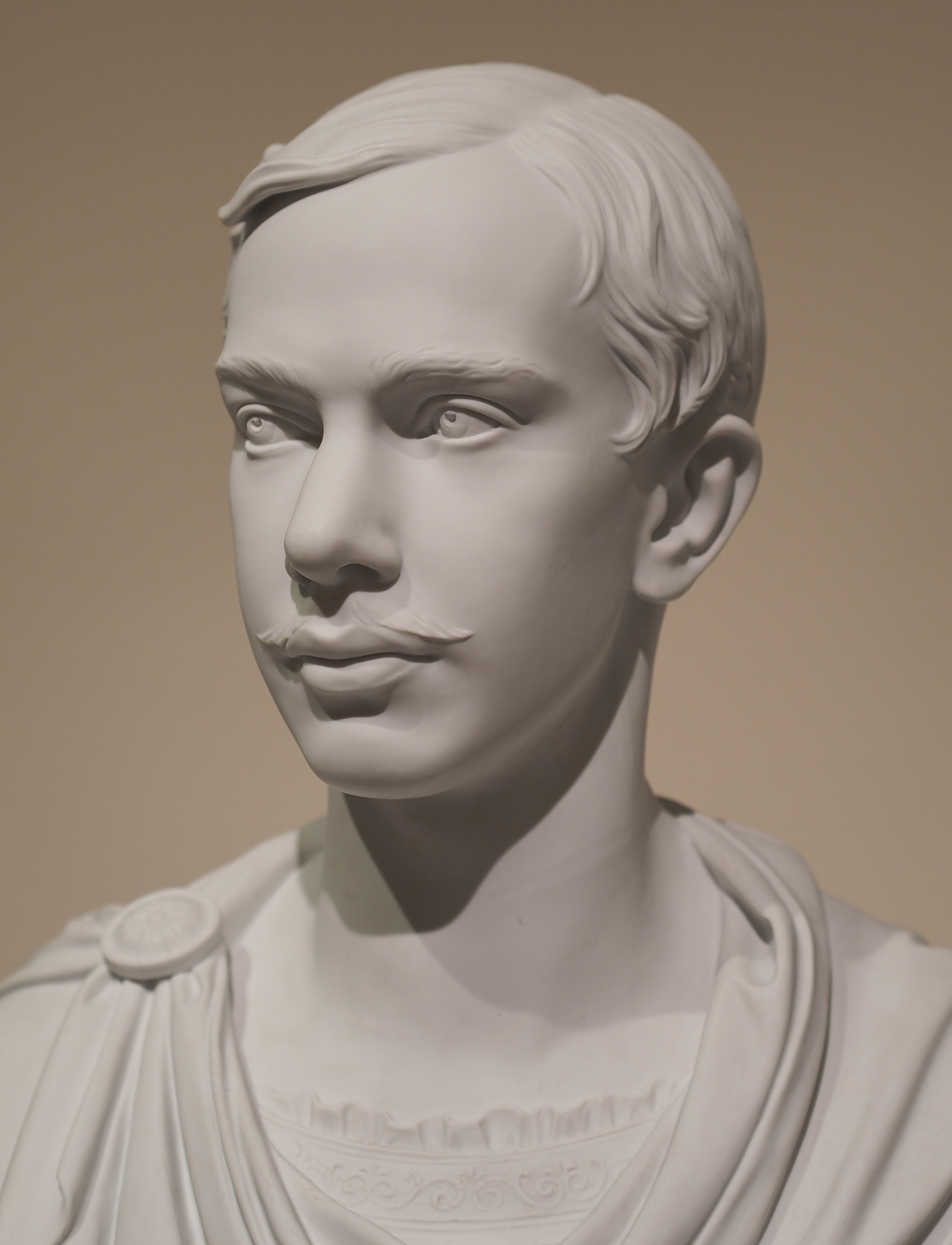
Buste de François-Joseph, galerie nationale de Slovénie.

#### Un monarque absolu
Les révoltes étant réprimées, François-Joseph peut se concentrer sur les affaires intérieures. Inspiré par Schwarzenberg, il tente d'unifier politiquement et administrativement l'empire afin d'empêcher de nouvelles révolutions nationalistes.
Pour cela, il ne tolère aucun contre-pouvoir. C'est ainsi que la Constitution du 4 mars 1849 est peu à peu vidée de sa substance pour être finalement abrogée. L'empereur concentre désormais tous les pouvoirs entre ses mains, assisté d'un Conseil de l'Empire (Reichsrat) dirigé par un de ses affidés, le baron von Kübeck (de). Les ministres deviennent de simples exécutants de la volonté impériale. François-Joseph bénéficie alors de plus de pouvoir encore que ses prédécesseurs du Vormärz. Ce n'est toutefois pas un retour à l'ordre ancien puisque l'abolition du système féodal est confirmée ; on qualifie donc ce régime de néo-absolutiste.

#### Vers un empire unitaire
Après la mort de Schwarzenberg en 1852, François-Joseph s'appuie sur des ministres talentueux et relativement dociles comme Karl Ludwig von Bruck au ministère de la Justice, Karl von Buol-Schauenstein aux Affaires étrangères et surtout Alexander von Bach à l'Intérieur. Ce dernier procède à une importante modernisation de l'administration, qui est peu à peu centralisée à Vienne.
Le régime s'appuie sur une puissante bureaucratie, unifiée par l'utilisation de l'allemand comme seule langue officielle et chargée de tracer la voie vers une Autriche unitaire. Les institutions régionales comme les diètes sont mises à l'écart. La Croatie et surtout la Hongrie sont divisées en districts soumis à l'administration viennoise. Toujours dans le souci d'unifier l'empire, l'allemand est favorisé au détriment des autres langues. Cette politique visant à étouffer les nationalismes engendre l'hostilité des minorités, comme le montre l'attentat de Libenyi du 18 février 1853, lorsqu'un exalté hongrois manque de peu d'assassiner l'empereur.
L'armée et surtout l'Église catholique sont les autres grands soutiens du régime. Afin de s'assurer le soutien du clergé, le régime lui redonne un poids important dans la société, et négocie un concordat avec le Saint-Siège qui est signé le 18 août 1855.

#### Une ère de prospérité
François-Joseph souhaite également faire de Vienne une grande métropole européenne, au même titre que Londres et Paris. Il ordonne ainsi en 1857 la destruction des remparts de la ville et l'aménagement d'un "Ring".
Les années 1850 sont marquées par une croissance économique importante. L'État adopte le libéralisme économique en abaissant les droits de douane ; de plus, la fiscalité est unifiée pour tout l'empire. Cependant la Prusse s'oppose à l'entrée de l'Autriche dans le Zollverein.
L'agriculture se modernise après le remembrement des terres au profit des grands propriétaires. L'industrie se développe tandis que de grandes banques d'affaires apparaissent. L'économie autrichienne connaît donc un essor incontestable mais encore insuffisant et inégal selon les régions. Sur le plan culturel, le ministre de l'Éducation Leo von Thun crée l'Université autrichienne.

#### Le mariage avecSissi
Au début de son règne, le jeune empereur vit quelques relations amoureuses épisodiques, notamment avec sa cousine Élisabeth de Habsbourg-Hongrie, une jeune veuve qui, bien des années plus tard, plaira énormément à son gendre, le roi Alphonse XII d'Espagne. Plus sérieusement, sa mère l'archiduchesse Sophie, faute d'avoir pu fiancer son fils à la princesse Anne de Prusse, nièce du roi de Prusse, décide de lui faire épouser Hélène en Bavière, fille du duc Maximilien en Bavière.

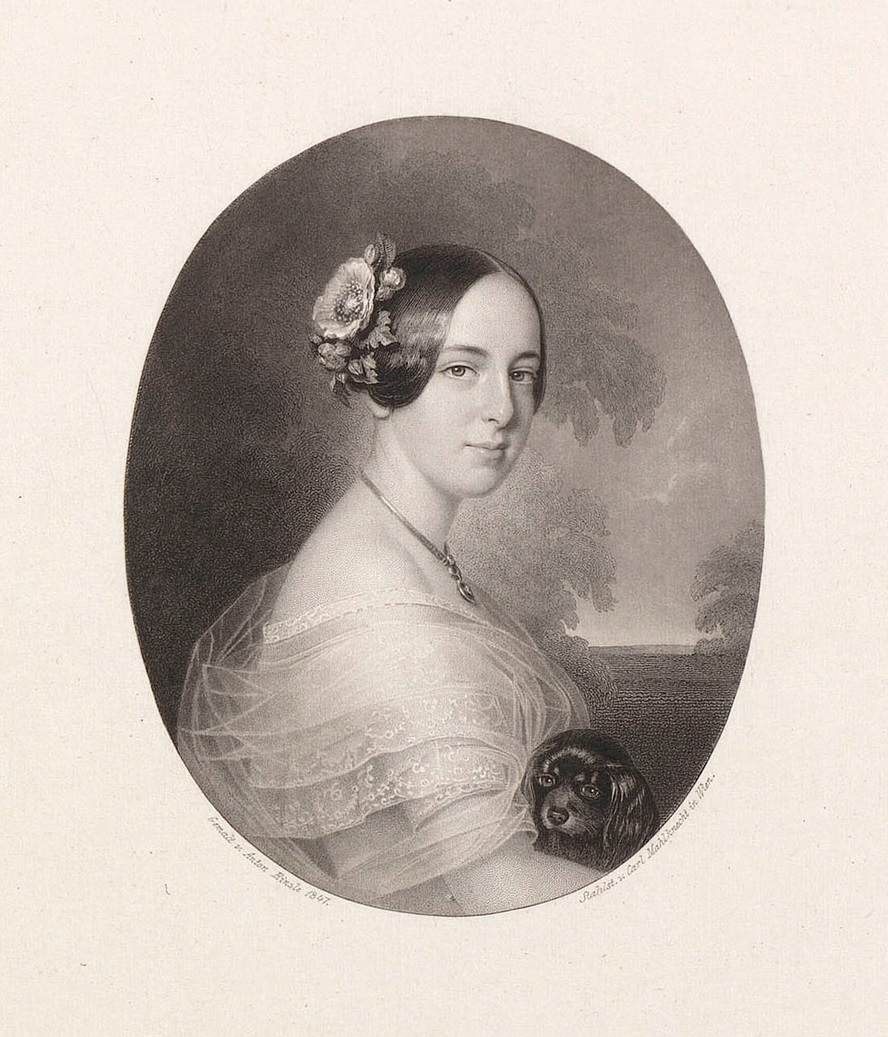
L'archiduchesse Élisabeth plût à l'empereur mais pas à sa mère.
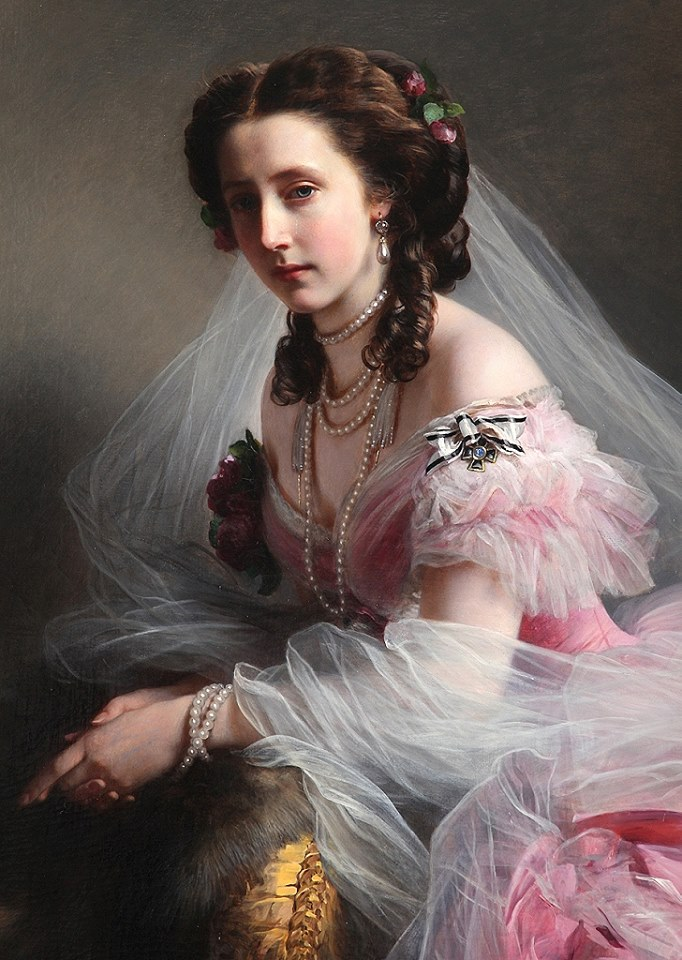
La princesse Anne de Prusse au coeur des rivalités austro-prussiennes.
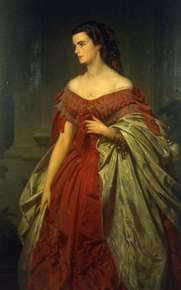
La duchesse Hélène n'était qu'un second choix.

La rencontre entre les deux futurs époux est organisée dans la résidence impériale d’été de Bad Ischl, le 18 août 1853, pour le vingt-troisième anniversaire de François-Joseph. Hélène est accompagnée de sa mère et de sa jeune sœur Élisabeth dite « Sissi ». Or, à la surprise générale, l'empereur tombe immédiatement amoureux de cette dernière, qui est sa cousine germaine et n'a que 15 ans. Dès le lendemain de l'entrevue, il annonce son intention de l'épouser.
François-Joseph épouse Élisabeth à Vienne le 24 avril 1854. Le début du mariage n'est pas heureux, Sissi souffrant de la pesante étiquette habsbourgeoise tout comme de l'influence qu'exerce sa belle-mère sur son époux. Si celui-ci adore sa femme, ses obligations le tiennent éloigné d'elle comme tout monarque de l'époque. Au fil du temps, l'impératrice affichera un dégoût de plus en plus net pour la vie de couple, surtout après la mort en bas âge de leur première fille Sophie en 1857. Elle posera plusieurs diagnostics permettant de prendre la mesure de la médiocre estime[non neutre] dans laquelle elle tenait le caractère de son mari, notamment celui-ci :

« Quand quelqu'un lui présente une requête en termes respectueux et qu'il ne peut lui donner une suite favorable, il sait dire non avec l'amabilité qui lui est propre. En revanche, si quelqu'un s'adresse à lui sans ménagement et avec insistance, il est tellement déconcerté par cette manière inhabituelle qu'il se laisse en quelque sorte intimider et acquiesce. »

— Bled, p. 258.

#### L'Autriche dans la crise orientale
La situation de l'empire d'Autriche vis-à-vis de la crise orientale est complexe. D'un côté, François-Joseph se devrait d'aider la Russie afin de la remercier de l'aide obtenue en 1849 pour écraser la Hongrie. Mais de l'autre, l'empire a tout à redouter d'une expansion russe dans les Balkans aux dépens de l'Empire ottoman. De plus, l'alliance russe mettrait l'empire en porte-à-faux vis-à-vis du Royaume-Uni et de la France.
François-Joseph refuse finalement d'accorder son aide à Nicolas Ier. Au contraire, il le menace et fait envahir en juillet 1854 les principautés de Moldavie et de Valachie que convoite le tsar. Dans le même temps une alliance défensive est signée avec la Prusse, puis avec la France et le Royaume-Uni le 2 décembre 1854. La prise de Sébastopol et la mort de l'empereur russe empêcheront toutefois le conflit de dégénérer.
L'Autriche ressort affaiblie de la crise : l'Empire russe ne lui pardonne pas sa « trahison », l'alliance française n'était que de pure forme tandis que les Prussiens en veulent à François-Joseph d'avoir voulu les entraîner dans une guerre avec la Russie qui n'était pas l'objectif du traité d'alliance.

### D'une guerre à l'autre

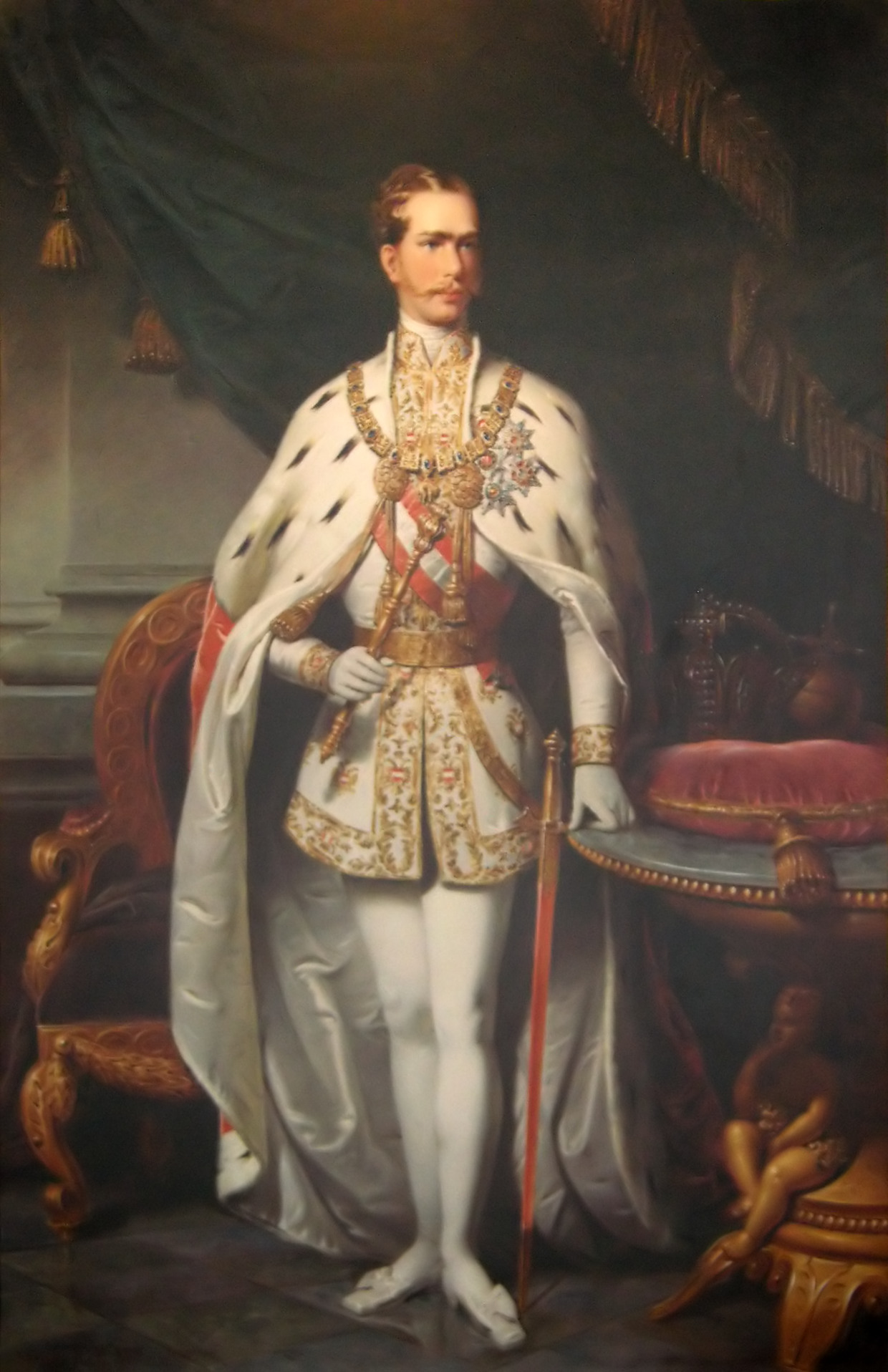
L'empereur en 1859.

#### La guerre d'Italie
À partir de 1857, l'empire entre dans une période de crise. Le ralentissement économique mondial et l'entretien d'une armée constamment sur le pied de guerre au cours de la crise orientale ont creusé le déficit de l'État.
Surtout, les problèmes intérieurs resurgissent, et en particulier celui de l'Italie. La province de Lombardie-Vénétie gronde contre les Autrichiens, et la visite officielle du couple impérial en 1857 n'arrange rien. Surtout, le royaume de Piémont-Sardaigne, sous l'impulsion de son Premier ministre Cavour, caresse plus que jamais l'espoir de réaliser l'unité italienne. Pour ce faire, Cavour sollicite l'aide de Napoléon III et l'alliance franco-piémontaise est scellée par les accords de Plombières.
Les Piémontais multiplient alors les provocations envers les Autrichiens. Après le rejet d'un ultimatum envoyé à Turin, François-Joseph déclare la guerre au Piémont le 26 avril 1859, sans même prendre le temps de mobiliser ses armées. En effet, sûr du soutien prussien, l'empereur s'attend à une campagne facile.
Mais Berlin ne bouge pas et la guerre tourne au désastre. Le 4 juin, l'armée franco-piémontaise bat les Autrichiens à Magenta. Après cet échec, l'empereur prend en personne le commandement de ses armées, mais doit évacuer Milan tandis que la révolution gagne toute l'Italie.
Le 24 juin, François-Joseph est battu à Solférino. Après avoir sollicité sans succès une intervention prussienne, il doit prendre contact avec Napoléon III pour négocier. Le 8 juillet, les deux hommes se rencontrent à Villafranca et signent quatre jours plus tard un armistice.
En novembre est signé le traité de Zurich. L'Autriche parvient à limiter les dégâts. S'il cède la Lombardie à la France qui la rétrocède au Piémont, il conserve la Vénétie ainsi que les forteresses de Mantoue et Peschiera. De plus, les souverains alliés de Modène, de Parme et de Toscane conservent leurs trônes.
En 1860, l’empire subit encore de graves déconvenues. La population italienne chasse les souverains pro-autrichiens de leurs territoires tandis que les Chemises rouges de Garibaldi conquièrent le royaume des Deux-Siciles. Le pape Pie IX est chassé de la grande partie de ses États, ne conservant que la région de Rome. L’Autriche ne peut qu'assister impuissante à l’établissement du royaume d’Italie le 17 mars 1861.

#### Vers le système dualiste

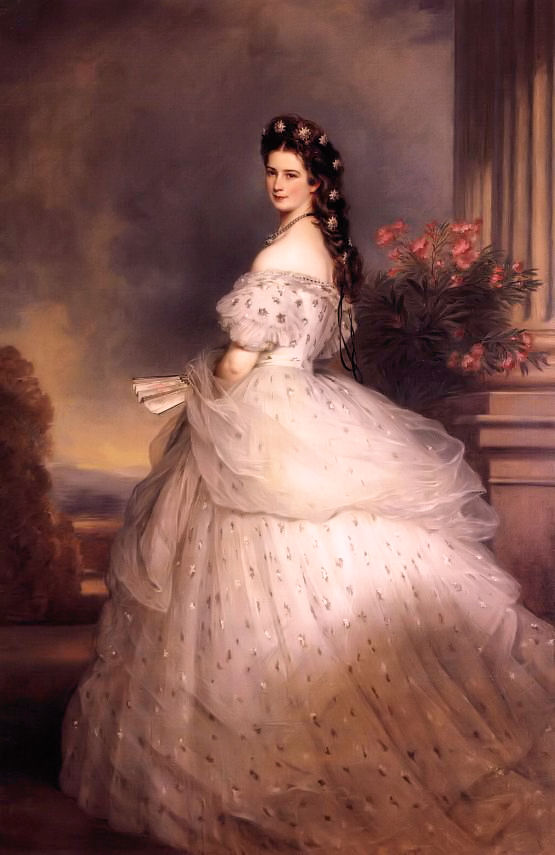
L'impératrice Élisabeth s'éloigne de la cour, soutient la politique d'ouverture du régime et la Hongrie (ici par Franz Xaver Winterhalter, 1865).

Après la défaite, le système néo-absolutiste est contesté. François-Joseph est alors contraint d’appeler au pouvoir le parti nobiliaire, dominé par les conservateurs hongrois tel Szécsen. Sous l’influence de ces derniers, l’empereur promulgue le 20 octobre 1860 le diplôme impérial rétablissant les diètes et la constitution du royaume de Hongrie. C’est un retour au « fédéralisme historique » et un premier pas vers le dualisme austro-hongrois. Mais le diplôme suscite contre lui une levée de boucliers de la bourgeoisie allemande, tout comme des libéraux hongrois qui le jugent trop modéré.
François-Joseph est donc contraint d’appeler aux affaires un cabinet de libéraux modérés menés par Anton von Schmerling. La patente du 26 février 1861 établit une nouvelle constitution. Celle-ci marque un net retour au centralisme, même si les diètes conservent encore quelques pouvoirs. Les libéraux hongrois comme Ferenc Deák, majoritaires à la Diète, s’opposent à ce nouveau régime en refusant d’appliquer les lois impériales et de payer l’impôt autrichien. Après avoir été tenté par la répression, François-Joseph accepte de négocier. En 1865, il renvoie Schmerling et nomme le fédéraliste Richard Belcredi Premier ministre. Ce dernier suspend la patente et entame des négociations avec les Hongrois en vue de l’instauration définitive du dualisme.

#### La rivalité avec la Prusse

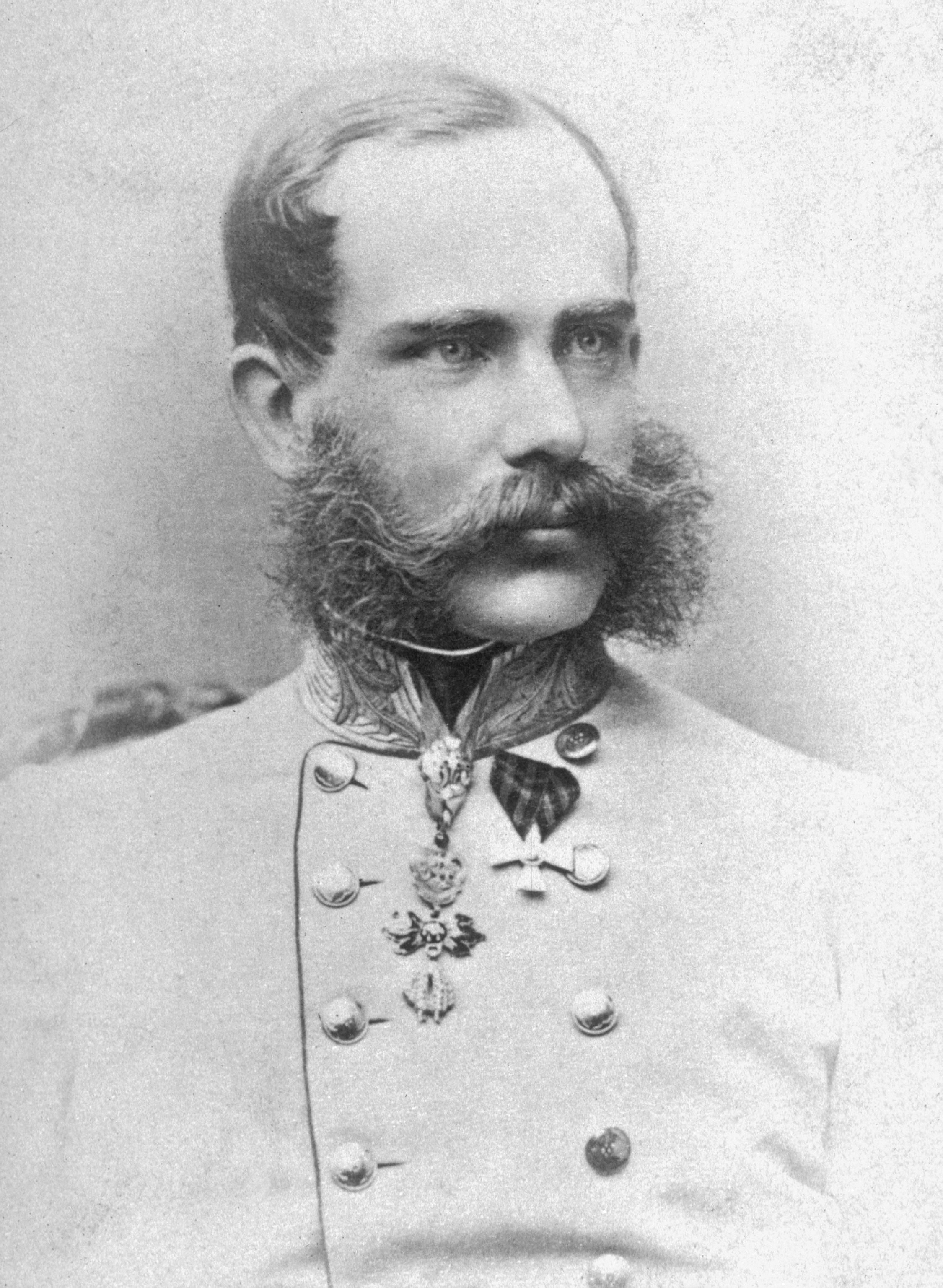
François-Joseph en 1865 (photo de Joseph Albert).

Au début des années 1860, la Prusse devient peu à peu la première puissance allemande aux dépens de l’Autriche. Les nationalistes préfèrent en effet la solution petite-allemande centrée sur la Prusse à une solution grande-allemande intégrant l’empire multiculturel des Habsbourg-Lorraine. La politique prussienne, dirigée à partir de 1862 par Otto von Bismarck, n’a de cesse de saper l’influence autrichienne en Allemagne. Ainsi le traité de libre-échange franco-prussien de 1862 donne-t-il à la France des allègements tarifaires préférentiels inacceptables pour l’empire habsbourgeois. En ratifiant ce traité peu après, les États allemands excluent l’Autriche du Zollverein.
Pour contrer la Prusse sur le plan politique, François-Joseph réunit un Congrès des princes à Francfort le 16 août 1863. Il s’agit d’entériner une réforme conservatrice et antiprussienne de la constitution de la Confédération germanique. Mais par son absence, la Prusse rend nulles les décisions du congrès qui se termine donc par un échec.
En 1864 éclate aussi l’affaire des duchés. Pour l’occasion, François-Joseph accepte l’alliance prussienne contre le Danemark, mais il n’est pas suivi dans sa démarche par les autres États allemands. Ainsi, si la guerre est un facile succès militaire, c’est aussi un nouvel échec politique pour l‘empire, comme le souhaitait Bismarck. Toutefois, François-Joseph croit naïvement à un retour de la Sainte-Alliance et accepte un partage des duchés, recevant le Holstein (pacte de Gastein).

#### La guerre austro-prussienne
Après la guerre des Duchés, Bismarck prépare l'offensive finale contre l'empire d'Autriche. Il s'assure de la neutralité de la France et conclut une alliance avec le royaume d'Italie, qui recevrait en échange la Vénétie.
Sentant la menace, François-Joseph tente d'empêcher le conflit et accepte même la cession de la Vénétie sur une proposition de Napoléon III. De plus, afin de reprendre l'avantage auprès de ses alliés allemands, il propose un vote d'autodétermination populaire sur l'avenir du duché de Holstein. Mais il précipite ainsi le conflit qui éclate le 14 juin 1866. Officiellement, l'empire d'Autriche peut compter sur le soutien de la Confédération germanique, mais seul le royaume de Saxe la soutient fermement.
Dépassées par la modernité de l'armée prussienne, les troupes autrichiennes reculent rapidement et finissent par être écrasées à la bataille de Sadowa le 3 juillet 1866.
François-Joseph est alors contraint de demander la paix, qui est conclue par les traités de Prague et de Vienne. L'Italie y gagne la Vénétie. La Confédération germanique disparaît et laisse place à une confédération de l'Allemagne du Nord, dirigée par le royaume de Prusse. L'Autriche se retrouve définitivement exclue d'Allemagne.

### Le temps des réformes

#### Le dualisme austro-hongrois (1867)

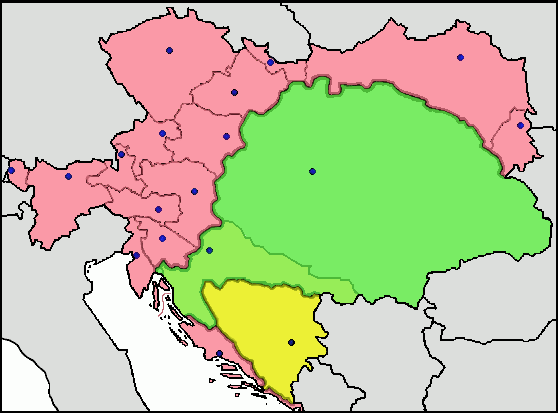
L'Autriche-Hongrie et ses subdivisions : partie autrichienne (rouge), partie hongroise (vert) et partie commune (jaune).

Après la guerre, François-Joseph et son gouvernement sont pressés de régler les problèmes internes, afin de pouvoir mener ensuite une politique étrangère agressive. Pressé par l’impératrice et son ministre des Affaires étrangères Beust, François-Joseph poursuit les négociations avec les nationalistes hongrois. Deux solutions s’offrent à lui : instaurer le fédéralisme qui permettrait à toutes les nations, notamment slaves, de trouver leur place dans l’empire, ou imposer le dualisme avec les seuls Magyars. C’est cette seconde option qu’il adopte, malgré l’opposition de Belcredi.
Ceci consacre l’union de deux États souverains au sein d’une même monarchie. Ces deux États, la Cisleithanie et la Hongrie, respectivement dominés par les Allemands et les Magyars, possèdent chacun leurs propres constitution, parlement et gouvernement, soumis à un gouvernement central à Vienne. C'est le fameux compromis de 1867. Aussitôt, Gyula Andrássy est placé à la tête du gouvernement hongrois tandis que la constitution d’avril 1848 est rétablie.
Le 8 juin 1867, François-Joseph et Élisabeth sont couronnés roi et reine de Hongrie dans l’église Matthias de Buda. Franz Liszt a composé la musique de la célébration.
En Cisleithanie, sous la pression de Beust et plus généralement des classes bourgeoises libérales, l’empereur est contraint d’adopter un régime constitutionnel établi par les lois de décembre 1867. Si cette constitution introduit la responsabilité ministérielle devant le Reichsrat, les pouvoirs du monarque ne sont guère entamés. La création d’une chambre haute, dite « Chambre des Seigneurs », permet de contrebalancer l’influence du Reichsrat. Des droits d’association et de réunion sont toutefois accordés.

#### Les libéraux au pouvoir
La mise en place de la constitution de 1867 coïncide avec l’avènement des libéraux menés par Eduard Herbst et Léopold von Hasner. François-Joseph est contraint de les appeler au gouvernement après leur victoire aux élections de 1867, et ils conserveront le pouvoir pendant douze ans.
La clarification des politiques intérieures et extérieures de la double monarchie engendre une nouvelle ère de croissance économique entre 1867 et 1873. Le retour au libre-échange permet à l’économie autrichienne de connaître une croissance importante, stimulée par le développement des productions agricoles. L’embellissement de Vienne se poursuit par de nombreuses constructions, notamment celle de la Ringstrasse.
L'exposition universelle de 1873 à Vienne marque l'apogée de cette période. Le krach de 1873 et la grande crise économique qui s’ensuit affecteront profondément l'économie du pays jusqu'aux années 1880.
Sur le plan religieux, les libéraux abolissent le concordat de 1856, au grand dam des catholiques qui perdent ainsi une part importante de leur assise sociale, notamment dans l’éducation. Les lois confessionnelles de 1874 aboutissent à un certain équilibre dans les relations entre l’État et l’Église catholique, mais les autres confessions (chrétiens protestants ou orthodoxes, Juifs, et après 1878 musulmans de Bosnie) continuent à être seulement « tolérées ».
Marginalisées par le dualisme austro-hongrois, les populations latines (Italiens, Roumains) et slaves s’agitent, notamment les Tchèques qui réclament le rétablissement du royaume de Bohême à l’égal de celui de Hongrie. Pour régler ce problème, François-Joseph promulgue en 1871 les Articles fondamentaux reconnaissant le droit de l'État de Bohême. Mais il annulera aussitôt ses velléités de réformes devant l'opposition des libéraux allemands et surtout des aristocrates hongrois.

#### Politique étrangère
Sur le plan extérieur, François-Joseph est confronté à l’affaire mexicaine. En 1864, son frère Ferdinand Maximilien est choisi par les conservateurs mexicains pour devenir leur empereur, et ce alors que la guerre civile contre les républicains de Benito Juárez fait rage. L’empereur accepte le départ pour l’Amérique de son frère, qu’il n’aime guère, mais lui ôte tout droit dans sa succession. L’aventure se termine en 1867 par la capture et l’exécution du malheureux archiduc.

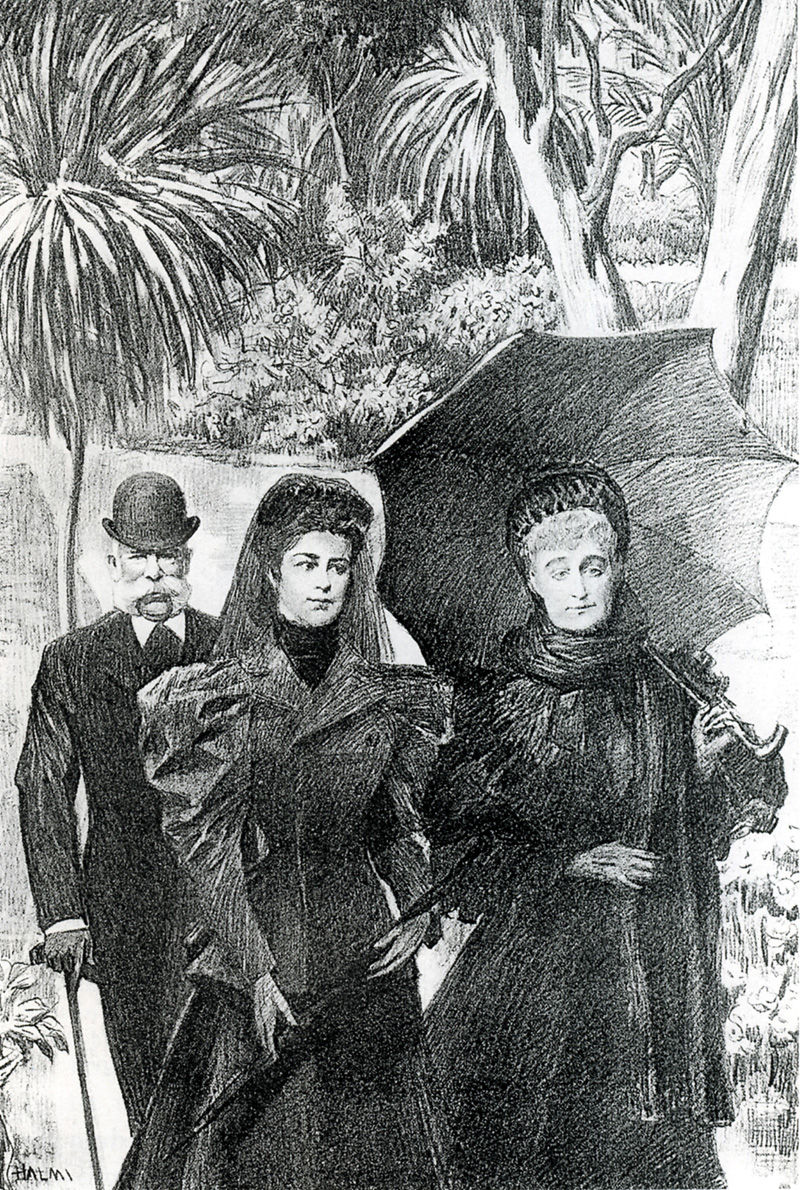
L'impératrice Eugénie en compagnie de l'empereur François-Joseph et de Sissi.

Sur la scène européenne, l’Autriche amorce un rapprochement avec la France. En août 1867, l’empereur rencontre Napoléon III à Salzbourg, puis se rend en personne à Paris (il est sensible à la beauté de l'impératrice Eugénie). En fait le rapprochement entre l'Empire austro-hongrois et la France est ténu : il ne prend la forme que de deux lettres d'intention ne comportant aucune volonté d'engagement ni d'un côté ni de l'autre. Soucieux d’obtenir les bonnes grâces françaises, François-Joseph participe aussi aux côtés de sa « chère impératrice Eugénie » (comme le dit son épouse) à l’inauguration du canal de Suez fin 1869.
Mais l'Autriche-Hongrie n'est d'aucune utilité à Napoléon III lors de la guerre franco-prussienne de 1870. François-Joseph ne souhaite pas intervenir, de peur de subir une attaque de la Russie, alliée de la Prusse. Ainsi, il assiste passivement à la proclamation de l'Empire allemand le 18 janvier 1871 à Versailles, ce qui met un terme à la question allemande.
L'empire se tourne alors vers l'Est et les Balkans. En juin 1873, sous le patronage de Bismarck, est signé un accord austro-russe. Lorsque éclate la guerre russo-turque de 1877-1878, l'Autriche se voit promettre par Alexandre II l'annexion de la Bosnie et de l'Herzégovine. Mais la Russie ne tient pas parole et le Congrès de Berlin se réunit pour résoudre ce problème. Finalement l'Autriche-Hongrie obtient l'occupation de la Bosnie-Herzégovine, mais pas l'annexion.

#### L'alliance allemande
Le 7 octobre 1879 est conclue l’alliance entre l’Allemagne et l’Autriche-Hongrie. Cet accord, impensable quelques années auparavant, est conclu en vue de contrer l'influence russe à l'est de l'Europe. Se sentant menacés sur les frontières de l’est de l’empire, François-Joseph et son ministre des Affaires étrangères Andrássy n’ont d’autre choix que de se rapprocher de Bismarck. Une alliance défensive dirigée explicitement contre la Russie est donc conclue.

#### La fin de l'expérience libérale
Au cours de la crise orientale, les libéraux s’opposent fermement à la politique étrangère de l’empereur, n’acceptant pas la mise à l’écart des parlementaires en ce domaine tout comme l’intégration de la Bosnie-Herzégovine dans l’empire. Ils craignent en effet que les Slaves finissent à terme par compromettre la primauté des Allemands au sein de la monarchie. Las de cette opposition, François-Joseph organise de nouvelles élections pour l’été 1879. Menés par Eduard von Taaffe, les conservateurs parviennent à rallier les nationalistes tchèques, qui faisaient la grève parlementaire depuis 1871. Forts de ce soutien, ils remportent les élections au grand bonheur du monarque. Taaffe prend alors la tête du gouvernement.

### Les années Taaffe (1879-1893)

#### Un gouvernement conservateur

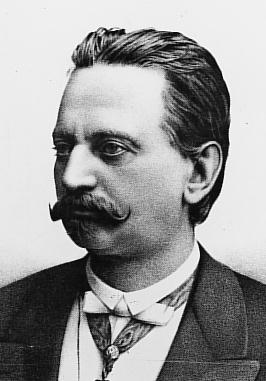
Eduard Taaffe.

Les années 1880 marquent un apaisement des tensions intérieures. Le compromis de 1867 n’est plus guère contesté. Avec Taaffe, François-Joseph a découvert un Premier ministre habile et surtout soumis à ses vues. Conscient que l’empire est un « compromis permanent » (J-P. Bled), le Premier ministre fait des concessions à ses alliés tchèques qui lui ont permis de renverser les libéraux : adoption du bilinguisme dans l’administration de la Bohême, création d’une université tchèque, etc. Les conservateurs polonais deviennent à la même époque les soutiens efficaces du gouvernement, à travers le ministre des Finances Julian Dunajewski. En revanche, les catholiques ne tirent aucun bénéfice du gouvernement conservateur, l’empereur s’en tenant à la politique joséphiste instaurée par les libéraux.

#### De nécessaires réformes sociales
Une des difficultés auxquelles Taaffe doit faire face est la montée du paupérisme urbain. En effet, la croissance urbaine, stimulée par un exode rural, s’est accrue dans les années 1880. La nouvelle population urbaine vient le plus souvent grossir les rangs du prolétariat ouvrier, dont les conditions de vie sont misérables. La petite bourgeoisie, victime de la concurrence des entreprises capitalistes, se joint aux mécontents. Pour éviter toute révolte ou progression du socialisme, Taaffe prend des mesures sociales importantes : abaissement de la durée quotidienne de travail à onze heures, réglementation du travail des femmes et des enfants, institution d’une assurance maladie, etc.

#### La montée de forces nouvelles
Les années 1880 voient aussi apparaître de puissants mouvements qui vont ébranler la double monarchie. Tout d’abord le suffrage universel, rejeté par les conservateurs et les libéraux, est de plus en plus réclamé par les couches populaires. Surtout, on assiste à un réveil des nationalismes : nationalisme slave, encore embryonnaire, en Hongrie contre la domination des Magyars, et pangermanisme en Cisleithanie en réaction à la montée en puissance des autres minorités. Des mouvements politiques de masses se créent : les nationalistes antisémites de Georg von Schönerer, les chrétiens-sociaux de Karl Lueger et les sociaux-démocrates de Victor Adler.

#### Une politique étrangère tournée vers les Balkans
En 1882, l'Autriche-Hongrie accepte l'élargissement de l'alliance allemande à l'Italie, ce qui permet de fonder la Triplice. L'alliance austro-italienne est toutefois loin de mettre un terme aux revendications irrédentistes de Rome. Les nationalistes italiens vouent toujours la même haine à l'égard de l'Autriche, comme le montre un attentat manqué la même année à Trieste contre François-Joseph.
Le nouveau ministre des Affaires étrangères Gusztáv Kálnoky entend étendre l'influence autrichienne dans les Balkans tout en ménageant la Russie. Ainsi Vienne place-t-elle dans son orbite la Serbie du prince Milan Obrenović et la Roumanie du roi Carol Ier par deux traités en 1881 et 1883. Sur la question bulgare, la diplomatie austro-hongroise reste prudente mais peut se réjouir de la montée sur le trône en 1885 de Ferdinand de Saxe-Cobourg. Toutefois ces accords ne sont le fait que des gouvernements et un sentiment anti-autrichien subsiste dans ces pays.

#### La crise familiale
Les relations entre François-Joseph et son épouse sont à cette époque de plus en plus limitées, Élisabeth poursuivant ses éternels voyages et n’éprouvant plus pour son mari qu’une tendre affection. Si l'empereur est et reste profondément épris de son épouse, la solitude et le poids de ses responsabilités lui pèsent. Il nouera des relations discrètes avec quelques dames de la cour ou gravitant dans son entourage telle qu'Anna Nahowski ou la baronne Vetsera. En 1886, l'impératrice présente à son mari une comédienne du Burgtheater, Katharina Schratt. L'empereur quinquagénaire entame avec cette dame de 33 ans une relation d’amitié amoureuse qui durera jusqu'à sa mort.
Il doit également faire face à l'opposition de son fils Rodolphe, lequel, acquis aux idées libérales, n'a de cesse de critiquer la politique menée par son père. À partir de 1888, le prince héritier, gravement malade et dépressif, s'éloigne encore plus de son père qui lui reproche ses relations extra-conjugales. François-Joseph ne parvient pas à saisir la détresse de son fils qui mène au drame de Mayerling le 30 janvier 1889. La mort de Rodolphe aux côtés de sa jeune maîtresse (le mystère de ce tragique incident ne fut jamais élucidé car des versions portent au suicide et d'autres à l'assassinat politique) est pour l'empereur un véritable traumatisme qu'il ne surmontera jamais complètement.

#### La chute de Taaffe
Comme bon nombre de ses prédécesseurs, le Premier ministre tente de régler le problème de la Bohême. En 1890, il parvient à un compromis entre les Allemands et les « Vieux Tchèques », c'est-à-dire les nationalistes modérés. Mais les « Jeunes tchèques », nationalistes radicaux, rejettent cet accord et leur victoire aux élections de 1891 enterre celui-ci.
Face aux progrès des nationalistes, Taaffe propose d'instaurer le suffrage universel, afin de se rallier les classes populaires. Mais l'opposition des conservateurs catholiques et des libéraux fait échouer cette réforme et Taaffe démissionne le 29 octobre 1893.

### Les problèmes non résolus s'accumulent

#### Remous politiques

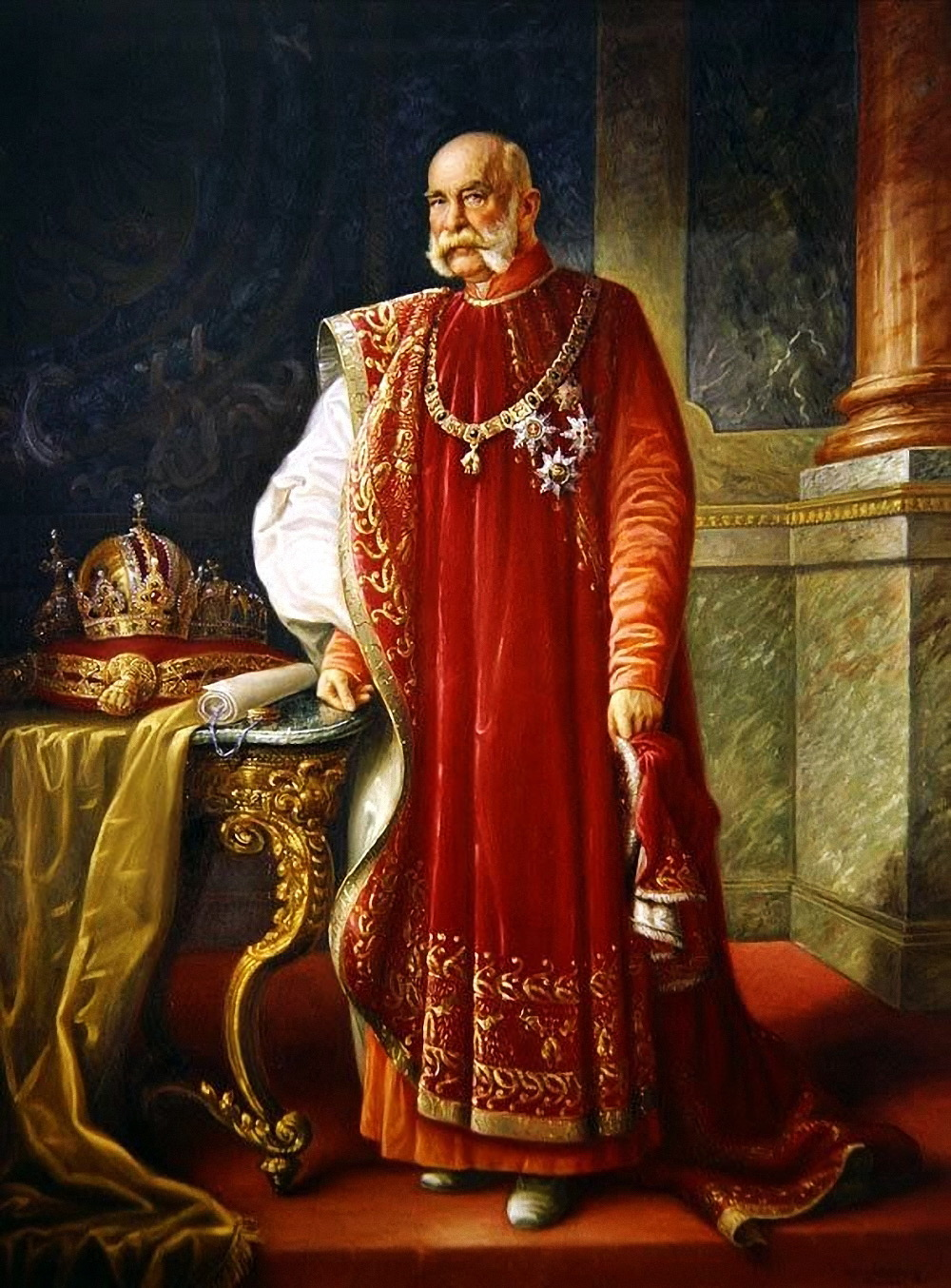
L'empereur François-Joseph avec les symboles impériaux.

Après la démission de Taaffe, François-Joseph appelle au pouvoir une coalition de conservateurs et de libéraux menés par le prince de Windisch-Graetz. Ce fragile cabinet démissionne en 1895 après l'Affaire de Cilli, un conflit linguistique entre Allemands et Slovènes. Après un gouvernement de transition dirigé par Erich von Kielmansegg, l'empereur fait appel au Polonais Kasimir Badeni. Celui-ci forme un gouvernement regroupant les conservateurs catholiques allemands et slaves. Badeni opère pour les élections législatives autrichiennes de janvier 1897 une première étape vers le suffrage universel, en instituant une cinquième curie électorale, créant ainsi cinq millions et demi de nouveaux électeurs.
Ces années sont aussi marquées par l'ascension des chrétiens-sociaux de Karl Lueger, lequel devient maire de Vienne en 1897, après deux vetos préalables de François-Joseph l'année précédente.
Toujours en 1897, Badeni publie deux ordonnances obligeant les fonctionnaires en poste en Bohême à maîtriser l'allemand et le tchèque. Les minorités allemandes de Bohême rejettent violemment cette décision et des affrontements ont lieu. Au Reichsrat, les partis allemands, et surtout les pangermanistes, se déchaînent contre les ordonnances. De violents troubles éclatent dans les rues de la capitale, et Badeni doit démissionner le 28 novembre.
Ce sont alors les Tchèques qui s'agitent, craignant d'être abandonnés par l'empereur. De leur côté, des nationalistes allemands comme Schönerer attaquent la dynastie habsbourgeoise et l'Église catholique. Cette cristallisation des nationalismes contribue à l'affaiblissement de la double monarchie.
Durant trois ans, les gouvernements se succèdent sans pouvoir agir, ne bénéficiant pas d'une assise parlementaire solide.

#### Le culte monarchique

L'empereur et roi par Philip de László (1899).

À partir de la fin des années 1880 se forge l'image de l'« alte Herr » (le « vieux monsieur » en français), du vieux monarque symbole vivant et ciment de la double monarchie.
Le portrait de l'empereur est omniprésent dans les lieux publics. Un véritable culte populaire s'organise autour de sa personne, comme le montrent les jubilés organisés en 1898 et 1908. Toutefois cette incontestable popularité de l'empereur souligne aussi la fragilité de l'État austro-hongrois, dont le principal facteur d'unité est le simple lien dynastique.
Mais la célébration de l'empereur concerne également la famille des Habsbourg-Lorraine, à laquelle François-Joseph appartient. En effet, la centaine d'archiducs qui la composent jouent un rôle dans la diffusion de la popularité de personne impériale : par leur présence dans l'armée et leur dispersion dans les provinces, ces membres de la famille impériale contribuent à la mise en place du culte à la personne et à la famille de François-Joseph (dont ils sont un peu les représentants) dans l'ensemble de l'empire.
L'armée austro-hongroise joue un rôle non négligeable dans l'adhésion des populations de la double monarchie à la personne du souverain. Enfin, garant du caractère multinational de l'armée de la double monarchie, François-Joseph s'oppose vigoureusement à partir de 1903 à la politique hongroise qui vise à la mise en place d'unités hongroises cantonnées en Hongrie. Au sein de l'armée, l'encadrement est personnellement et fidèlement attaché à la personne du souverain, lié par un serment de fidélité, alors que François-Joseph montre son attachement à l'armée de multiples manières : il vit en uniforme.

#### Mort de l'impératrice et solitude
(mai 2019).
Si vous disposez d'ouvrages ou d'articles de référence ou si vous connaissez des sites web de qualité traitant du thème abordé ici, merci de compléter l'article en donnant les références utiles à sa vérifiabilité et en les liant à la section « Notes et références ».

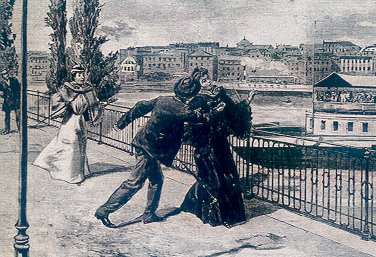
L'assassinat de l'impératrice à Genève (vu par la presse de l'époque).

Katharina Schratt.

Au milieu des années 1890, la santé de l'impératrice Élisabeth se dégrade sérieusement, ce qui inquiète au plus haut point François-Joseph.
Début septembre 1898, l'impératrice est à Genève où elle séjourne comme à son habitude sous un nom d'emprunt afin d'éviter les réceptions officielles. Elle est cependant reconnue par un jeune anarchiste italien, Luigi Luccheni. Celui-ci la suit pendant plusieurs jours. Le 10 septembre 1898, alors que suivie par sa dame d'honneur, l'impératrice presse le pas sur l'embarcadère de peur de rater l'heure de départ du bateau, le jeune homme se jette sur elle avec un poinçon avant de s'enfuir. Se croyant indemne, l'impératrice embarque mais alors que le bateau s'éloigne du quai, elle s'évanouit. Ramenée à quai, transportée à son hôtel, elle meurt peu après.
Ce nouveau drame porte un coup terrible à l'empereur qui confie au comte Paar en parlant de son épouse : « Nul ne sait combien nous nous sommes aimés. »
Pour atténuer son chagrin, il se réfugie alors dans le travail et dans l'amitié que lui apporte Katharina Schratt. Celle-ci, de vingt-trois ans la cadette de son souverain, était comédienne au Burgtheater de Vienne. L'empereur n'était pas indifférent à sa fraîcheur et en avait fait part à son épouse. C'est l'impératrice, culpabilisant de laisser son mari si seul, qui lui présenta la comédienne en 1885 et les engagea à devenir amis. Rien ne permet de dire que Katharina Schratt ait été la maîtresse de l'empereur.
Celle-ci imita le comportement de l'impératrice, notamment pour promouvoir sa carrière. Elle reçut du souverain quantité de bijoux et une maison dans la Gloriettegasse, près du palais impérial.
Tous les matins, l'empereur se rendait chez « la dame » prendre un petit déjeuner dans le plus pur style viennois. Cependant, les relations de l'empereur et de Katharina se dégradèrent deux ans après la mort de l'impératrice. Katharina, dont la cinquantaine approchait, n'avait plus l'âge de jouer les jeunes premières mais ne se résolvait pas à abandonner ces rôles qui lui avaient valu tant de succès. Elle aurait également voulu devenir directrice du Burgtheater. Déçue de n'avoir pas reçu de l'empereur le soutien qu'elle attendait, elle s'éloigna de 1900 à 1901, avant de se réconcilier, pour le plus grand bonheur du vieux souverain, de plus en plus envahi par la solitude.

#### La question de la succession: François-Ferdinand

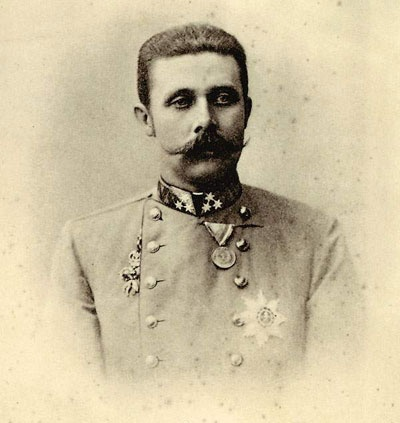
François-Ferdinand.

Depuis la mort de Rodolphe en 1889, l'héritier du trône est l'archiduc Charles-Louis, frère de l'empereur. Mais personne ne songe un instant à lui confier la couronne, et c'est son fils François-Ferdinand qui apparaît comme le successeur désigné de son oncle. En 1896, la mort de Charles-Louis fait de François-Ferdinand l'héritier officiel des couronnes impériale et royale. Cependant celui-ci, qui n'est toujours pas marié, décide d'épouser Sophie Chotek, fille d'un aristocrate tchèque. L'empereur refuse énergiquement de consentir à cette union contraire à la tradition qui oblige tout membre d'une famille royale à épouser un(e) de ses pairs. En effet, le règlement de 1839 impose à un membre de la maison impériale d'épouser une femme de sang royal sous peine d'être exclu de la succession au trône, de perdre ses titres, dignités et fonctions, d'être exclu de la famille impériale (avec obligation changer de nom) et d'engendrer une descendance non dynaste.
Cependant, si François-Ferdinand s'entête, l'héritier du trône sera son frère cadet Othon. Agé de trente ans, surnommé avec ironie par son entourage "le bel archiduc", l'archiduc Othon est bien plus cynique[réf. nécessaire] que son frère et déplorablement connu pour ses débauches émaillées de scandales. Ainsi qu'il était d'usage en cette époque, pour tenter de le remettre dans le droit chemin, l'archiduc a été marié très jeune à une princesse réputée pour sa droiture, Marie-Josèphe, du roi de Saxe dont il a eu deux fils. Pour l'empereur vieillissant, récemment veuf et dont le fils est mort dix ans plus tôt dans des circonstances qui font encore jaser, il est inimaginable de laisser le trône à un tel un successeur.
Le souverain et son héritier se disputent ainsi pendant deux ans avant que François-Joseph, sous l'influence de sa belle-sœur Marie-Thérèse de Bragance, ne cède en 1900. Tout en imposant le fait que ce mariage soit considéré comme morganatique, François-Ferdinand reste l'héritier du trône mais son épouse ne fera pas partie officiellement de la famille impériale et leurs enfants n'auront aucun droit au trône. François-Ferdinand accepte la rage au cœur, ce qui augure nombre de complications si ce dernier vient à monter un jour sur le trône.

#### L'instauration du suffrage universel
Après la crise des années 1897 – 1900, le calme revient avec le gouvernement d'Ernest von Koerber, qui parvient à se maintenir au pouvoir de 1900 à 1904. Koerber tente d'opposer le développement économique à la poussée nationaliste. S'il met en place un vaste programme de construction de chemins de fer et de canaux, il est cependant renversé à la suite de nouvelles agitations au Reichsrat.
Dès lors, François-Joseph se résout à enfin faire adopter le suffrage universel complet (sans système de classes). C'est la mission qu'il confie aux gouvernements de Paul Gautsch (1904 – 1906) et de Max von Beck (1906 – 1908). Bien que toujours opposé à la démocratie, l'empereur espère détourner ainsi l'attention des classes populaires vers les questions économiques et sociales.
Malgré l'opposition d'une frange de l'aristocratie menée par François-Ferdinand, la loi instaurant le suffrage universel en Cisleithanie pour les élections au Reichsrat est votée et promulguée le 20 janvier 1907. Les premières élections en mai 1907 voient le succès des chrétiens-sociaux et des sociaux-démocrates.

#### Tensions entre Vienne et Budapest
Avant le début des années 1900, la tension monte également en Hongrie, au sujet de l'accord décennal de 1897 et de l'armée. Le compromis de 1887 se finissant le 31 décembre 1897, il est prorogé d'une année, sous pression de l'empereur pour une année, puis pour deux, puis jusqu'en 1903. Durant l'année 1902, un accord valable jusqu'en 1907 est conclu. Les patriotes hongrois réclament en effet le passage des régiments hongrois sous l’autorité de Budapest et non plus de Vienne. Ceci entraînerait la création d’une armée nationale hongroise, ce que François-Joseph ne peut permettre, l’armée étant l’un des derniers piliers de l’unité de la double monarchie. L’empereur parvient finalement à trouver un compromis avec le gouvernement libéral de István Tisza, mais les élections de 1905 voient la défaite de ce dernier et la victoire des indépendantistes. Après un an d’affrontement, un accord est finalement conclu en 1906 : les indépendantistes entrent dans un gouvernement dirigé par Sándor Wekerle tandis que la question militaire est reportée à la négociation prévue pour l'Ausgleich de 1917.
François-Joseph parvient donc à maintenir le statu quo en Hongrie mais ne peut empêcher la politique de « magyarisation » à l’encontre des autres nationalités entreprise par le gouvernement de Budapest à partir de 1907.

#### Politique étrangère (1890-1908)
La politique étrangère austro-hongroise des années 1890-1900 est marquée par le conservatisme et la recherche d’une bonne entente avec la Russie. Cependant, le système bismarckien se défait peu à peu avec l’alliance franco-russe, les accords entre la France et l’Italie de 1900 et 1902 et enfin l‘Entente cordiale de 1904. Il se crée ainsi un axe Paris-Londres-Saint-Pétersbourg opposé à la Triplice réunissant l’Allemagne, l’Autriche-Hongrie et une Italie peu sûre.
Dans les Balkans, l’influence autrichienne recule. L’arrivée au pouvoir en 1903 à Belgrade de Pierre Karageorgévitch marque un tournant dans les relations austro-serbes. Belgrade se convertit effectivement au panserbisme et entame un rapprochement avec la Russie. Cette dernière étant au bord d’un conflit armé avec le Japon, François-Joseph pourrait lancer une opération militaire pour rétablir l’ordre en Serbie, mais il s‘y refuse de peur de déclencher une révolte des nationalités dans son empire. En effet, les peuples slaves de Hongrie, et particulièrement les Croates, sont séduits par les projets panslavistes de la Serbie.
Pour s’opposer au gouvernement serbe, Vienne décide plutôt d’appliquer des mesures de rétorsion économique et ferme sa frontière avec la Serbie. Mais ceci n’a pas d’autre effet que de favoriser l’introduction française et britannique dans le petit royaume qui rejoint ainsi le camp de la Triple-Entente.

### La marche à la guerre (1908-1914)

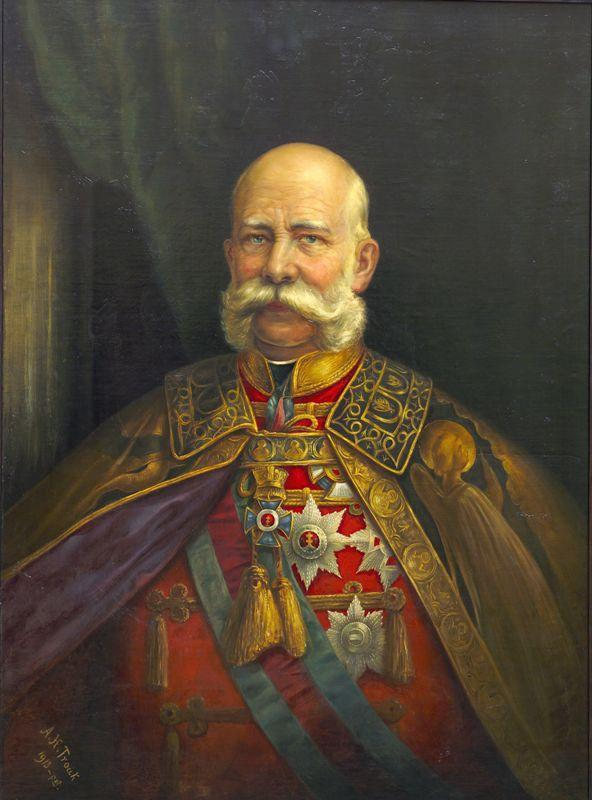
L'empereur et roi peint par Adell Henri Trouk en 1913.

#### Vieillesse de l'empereur
François-Joseph conserve une relative bonne forme jusqu’à ses 75 ans, mais voit sa santé se dégrader assez sérieusement à partir de 1907. Il ne cesse pour autant de s’astreindre aux cérémonies et voyages officiels, gages d’une popularité toujours aussi grande parmi ses peuples.
Mais en 1911, deux graves refroidissements le laissent longtemps convalescent. Après cela, les sorties officielles de l’empereur deviennent beaucoup plus rares. Sur le plan familial, François-Joseph goûte la compagnie de ses filles, particulièrement Marie-Valérie, et de ses nombreux petits-enfants. Katharina Schratt l’entoure toujours d’une tendre affection.
Ses relations avec François-Ferdinand sont en revanche exécrables, l’héritier du trône supportant de plus en plus mal l’attente de son avènement, ainsi que la supposée passivité de son oncle face aux dangers qui menacent l’empire.

#### L'annexion de la Bosnie-Herzégovine
C’est dans ce climat qu’est décidée en 1907, sous l’impulsion du ministre des Affaires étrangères Aehrenthal, l’annexion de la Bosnie-Herzégovine, occupée depuis 1878. La Russie n'est pas opposée à cette annexion, mais à condition que cela se fasse avec l’accord de la communauté internationale. Néanmoins l’Autriche-Hongrie passe outre et le rattachement est officialisé le 5 octobre 1908. Ceci entraîne une véritable crise internationale, la Russie et la Serbie, mais aussi la France, le Royaume-Uni et la Turquie réclamant la tenue d’une conférence internationale. De son côté, le chef de l’état-major pousse à une guerre préventive contre la Serbie.
Mais finalement, la pression allemande fait reculer Serbes et Russes qui reconnaissent l’annexion en 1909.
Cependant, la reculade russe ne doit faire oublier l'évacuation par l'Autriche des places où elle tenait garnison dans le Sandjak de Novipazar, et donc la perte d'influence vers le Sud des Balkans.
En 1910, toujours administrée par le ministre des finances communes, la Bosnie-Herzégovine se voit dotée d'une constitution qui institue un suffrage universel par classes, sur le modèle de celui en vigueur en Cisleithanie entre 1896 et 1907. Si cette crise s’achève par une victoire diplomatique de la double monarchie, elle cristallise cependant la haine des Serbes et des panslavistes à l’égard de l'État habsbourgeois et sonne le glas de la bonne entente austro-russe.

#### Perte d'influence dans les Balkans
Les années 1912-1913 voient un net recul de l'influence austro-hongroise dans les Balkans au profit de la Russie. C'est ainsi sous l'égide de cette dernière qu'est conclue en 1912 la Ligue balkanique contre l'Empire ottoman, mais aussi contre l'Autriche-Hongrie. Pour éviter tout affrontement avec Saint-Pétersbourg, l'empire décide de ne pas intervenir au cours des guerres balkaniques. François-Joseph se contente de menacer la Serbie lorsque cette dernière tente d'occuper l'Albanie, avec succès. Mais ceci n'empêche pas la monarchie habsbourgeoise de se retrouver presque isolée dans cette région à l'issue de ces conflits. La diplomatie dirigée par Berchtold essaie pourtant de rallier la Bulgarie, vaincue lors de la deuxième Guerre balkanique, sans grand succès, tout comme de maintenir une alliance roumaine de plus en plus fragile.

#### Vie politique à la veille de la guerre
Les tensions entre les nationalités sont toujours au cœur de la vie politique du pays, comme le montrent les élections de 1911 qui voient le recul des chrétiens-sociaux au profit des partis nationalistes. La question de la Bohême reste essentielle et les conflits entre Tchèques et Allemands créent de nombreux remous au Reichsrat. Les gouvernements dirigés par Bienerth puis par Stürgkh ne bénéficient pas d'assises parlementaires solides et se contentent de gérer les affaires courantes.
En Hongrie, les libéraux de Tisza reviennent au pouvoir en 1910. Toutefois, le nouveau gouvernement poursuit la politique de magyarisation, au grand dam des minorités, notamment des Croates.
Toutefois, les passions nationalistes semblent un peu s'apaiser en 1914. Des compromis politiques sont conclus en Moravie, en Ruthénie ou encore en Bukovine. Le développement économique et la hausse du niveau de vie que connaît la double monarchie au début du XXe siècle favorisent une certaine détente.

### La Première Guerre mondiale

#### L'attentat de Sarajevo

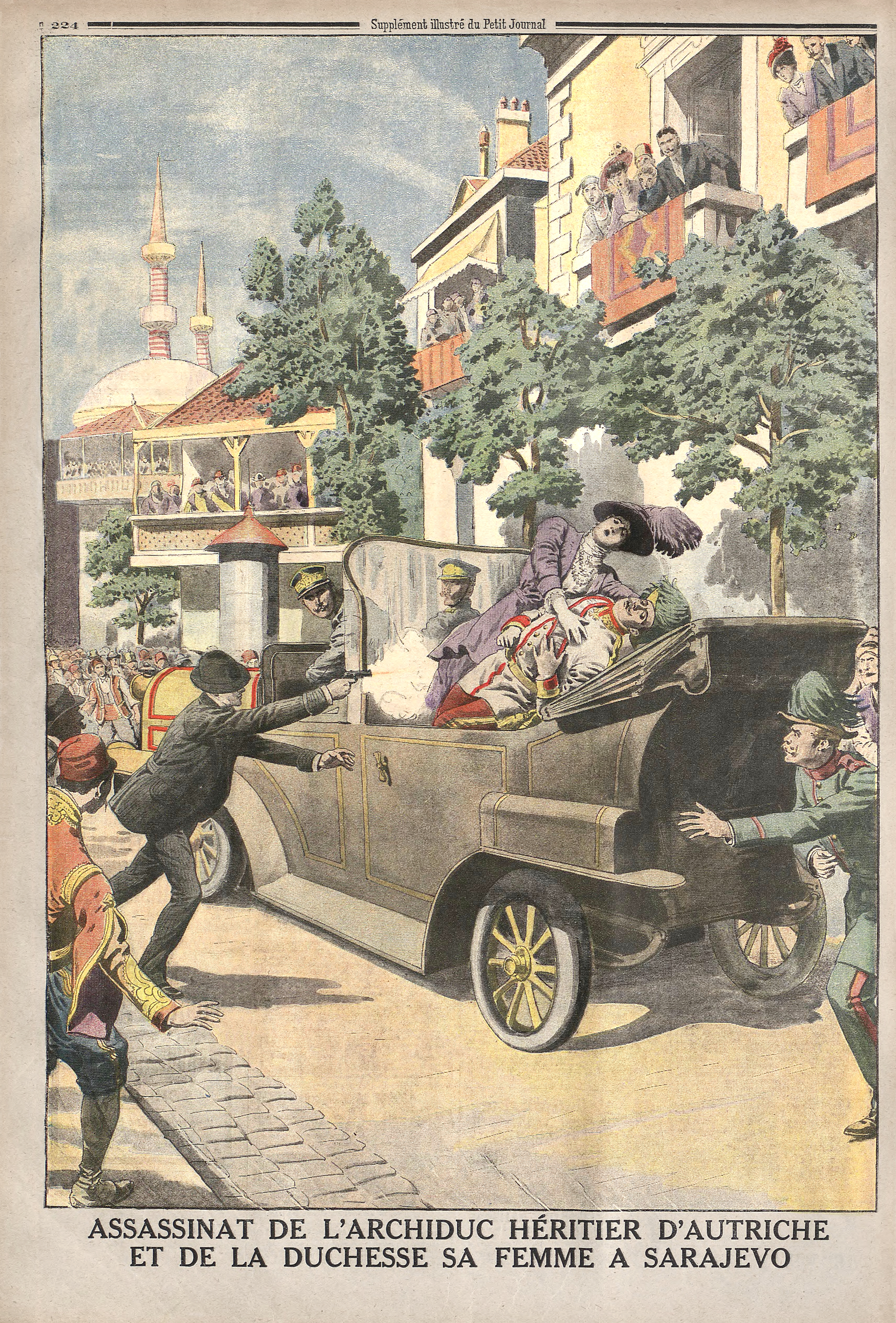
L'attentat vu par Le Petit Journal, journal français.

En 1914, l'archiduc François-Ferdinand semble très proche de succéder à son vieil oncle âgé de 84 ans. Son avènement prochain préoccupe grandement la Serbie, inquiète de sa volonté d'une réconciliation austro-russe qui se ferait aux dépens des intérêts de Belgrade. L'association terroriste panslave La Main noire, manipulée directement par le chef des services secrets serbes, le colonel Dragutin T. Dimitrijevic, qui avait déjà tenté d'assassiner François-Joseph en 1910, prend l'archiduc pour cible, malgré l'opposition du Premier ministre serbe Nikola Pašić.
François-Ferdinand décide de se rendre en juin 1914 en Bosnie afin d'assister à des manœuvres militaires dans la capitale, Sarajevo. La Main noire prend alors contact avec de jeunes bosniaques panslaves afin de l'assassiner à cette occasion. Le gouvernement serbe de Nikola Pašić, bien qu'informé de l'imminence de l'attentat, ne parvient pas à trouver assez rapidement un intermédiaire fiable pour prévenir les autorités autrichiennes sans risquer d'être accusé de duplicité.
Le 28 juin 1914, l'archiduc arrive à Sarajevo. L'attentat a lieu et réussit (la présence de son épouse n'a pas permis à François-Ferdinand de bénéficier de la présence policière qui aurait été déléguée auprès d'un des membres de la Maison impériale). François-Ferdinand et son épouse sont assassinés par le jeune Gavrilo Princip, après une première tentative infructueuse. On apprendra plus tard que Gavrilo Princip a agi de son propre chef, même si son action a bien arrangé la Main noire.

#### L'ultimatum et l'éclatement du conflit
Si François-Joseph n'est pas peiné par la mort de son neveu, il est en revanche décidé avec Berchtold de punir la Serbie par la force, même si aucune preuve de son implication dans l'attentat n'apparaît sur le moment. Selon lui la monarchie doit rompre avec la politique de passivité menée depuis plusieurs années et frapper le cœur des menées anti-autrichiennes. Pour cela, l'empereur s'assure du soutien allemand, mais aussi hongrois, Tisza s'étant a priori montré tiède quant à une intervention militaire.
Au cours d'une réunion tenue début juillet à Berlin, l'Autriche-Hongrie et l'Allemagne décident d'utiliser la manière forte au risque de provoquer une guerre européenne.
Le 7 juillet 1914, un Conseil des ministres extraordinaire décide l'envoi d'un ultimatum à Belgrade.
L'ultimatum est notifié au gouvernement serbe le 23 juillet suivant. Ses conditions sont humiliantes pour Belgrade, demandant notamment de punir les commanditaires du meurtre, de combattre toute action anti-autrichienne et d'accepter la présence d'enquêteurs autrichiens sur le territoire serbe. Belgrade refuse ce dernier point mais accepte huit des neuf autres exigences. Ce n'est cependant pas assez pour l'Autriche-Hongrie qui rompt ses relations diplomatiques avec la Serbie. François-Joseph lance alors le processus menant à la guerre et décrète la mobilisation des troupes.
Le 28 juillet, le gouvernement austro-hongrois déclare la guerre à la Serbie. Le 31 juillet, l'Allemagne, subodorant peut-être que l'alliance franco-russe fonctionnera au profit de la Serbie, envoie un double ultimatum, sous 48 heures, à la France et à la Russie leur enjoignant de déclarer que ces deux puissances se déclareront neutres dans le conflit qui se prépare. La France répond qu'elle agira « conformément à ses intérêts ».
Le 2 août, l'Allemagne attaque le Luxembourg neutre et adresse un ultimatum à la Belgique. Le 3 août, l'Allemagne déclare la guerre à la France et attaque la Belgique le 4 août.
S'il est patent que l'Allemagne et l'Autriche-Hongrie ont fait fonctionner leur pacte et ont de concert entamé les hostilités, il n'est, par contre, pas possible d'affirmer que l'alliance franco-russe a, elle, fonctionné puisque ces pays n'ont pas eu le choix de se déterminer, et que ce sont l'Allemagne et l'Autriche-Hongrie qui ont décidé de les attaquer et de se les choisir comme adversaires.
Au reste, ce sera seulement le 9 août que débutera le conflit entre la Russie et l'Autriche-Hongrie par la déclaration de guerre envoyée de Vienne à Saint-Pétersbourg. La guerre avait déjà débuté depuis cinq jours.
Le Royaume-Uni, garant des traités fondateurs de la Belgique au même titre que l'Allemagne, ne peut admettre que celle-ci viole la neutralité belge. Après un ultimatum demandant à l'Allemagne de retirer ses armées de Belgique, et n'obtenant aucune réponse, le Royaume-Uni déclare la guerre à l'Allemagne.
L'Italie, quant à elle, constatant que l'Allemagne et l'Autriche-Hongrie auxquelles elle s'était alliée sont les agresseurs du conflit qui commence, décide de ne pas prendre part à la guerre aux côtés de ses alliés et de rester neutre. Elle tiendra cette position jusqu'au printemps 1915, date à laquelle elle se rangera aux côtés de la France et des alliés de cette dernière.

#### Début de la guerre (1914-1915)
Le début du conflit se déroule mal pour la double monarchie. Sur le front serbe, les armées autrichiennes piétinent et se brisent sur la farouche résistance des Serbes.
De la fin août à la mi-septembre 1914, les troupes doivent subir le choc des offensives russes. La Galicie et la Bukovine sont évacuées tandis que Lviv est prise le 3 septembre. Le tiers des effectifs de l'armée est perdu alors que la Hongrie est menacée. Entre le 3 et le 14 décembre, Conrad von Hötzendorf remporte la bataille de Limanowa arrêtant les Russes et fixant le front dans les Carpates.
Sur le plan diplomatique, François-Joseph tente de négocier la neutralité de l'Italie, avec laquelle les relations s'étaient dégradées peu avant la guerre. Les Italiens acceptent de rester neutres à condition que la double monarchie leur cède une partie du Trentin. L'empereur refuse dans un premier temps ce marché, mais sous la pression allemande est contraint d'accepter en mars 1915. Cependant les exigences italiennes ayant entretemps augmenté, les négociations sont rompues. L'Italie rejoint le camp de la Triple-Entente et entre en guerre le 23 mai 1915.

#### L'année 1915
Malgré l'ouverture de ce troisième front, une grande contre-offensive est lancée en Galicie contre les Russes à partir du 2 mai 1915. Cette opération est un succès et permet de chasser l'armée tsariste de la quasi-totalité du territoire autrichien. À l'automne, la Serbie est envahie et vaincue en six semaines. Cependant ces victoires doivent beaucoup à l'aide allemande, et l'état-major du Reich entend mettre en partie sous tutelle l'armée austro-hongroise, d'où la naissance de frictions entre les commandants en chef Conrad von Hötzendorf et Erich von Falkenhayn.

#### L'année 1916

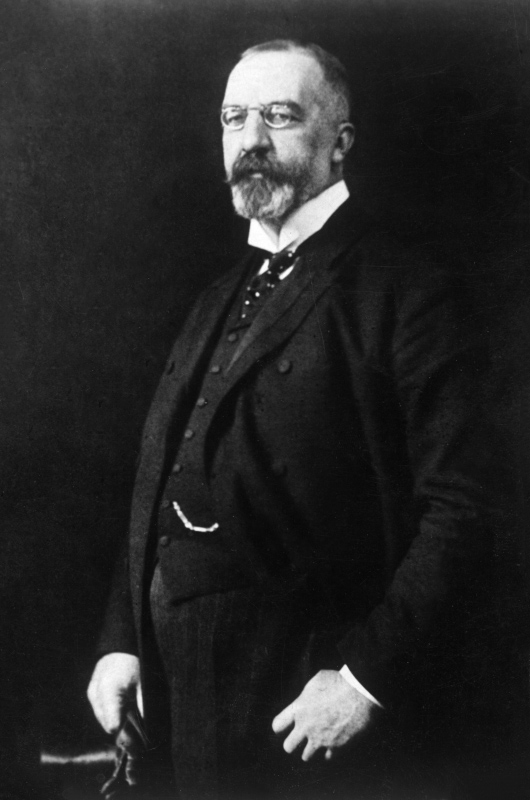
Le comte von Stürgkh (1859-1916).

L'année 1916 débute cependant mal pour l'Autriche-Hongrie. L'offensive lancée en mai contre l'Italie est un échec tandis que sur le front oriental une nouvelle offensive russe fait plier les défenses autrichiennes. En outre, des régiments tchèques et ruthènes désertent et rejoignent l'armée russe. Le mouvement russe est arrêté en août grâce à l'appui allemand, mais l'armée impériale a perdu 750 000 hommes.
La Roumanie entame la guerre aux côtés de la Triple-Entente. Les attaques roumaines contre la Transylvanie sont toutefois repoussées, et l'armée austro-hongroise entre en territoire roumain, prenant Bucarest peu après la mort de l'empereur le 6 décembre.
En revanche, l'armée austro-hongroise se retrouve de fait sous la tutelle de l'Allemagne, après la création d'un commandement interallié dirigé par Hindenburg.
De plus, des troubles intérieurs apparaissent. La pénurie alimentaire qui se développe entraîne un mécontentement populaire important. Les agitations politiques, et notamment la question tchèque, réapparaissent. De nombreux groupes demandent la convocation du Reichsrat, mis en sommeil depuis 1914. Considéré comme étant le principal responsable des problèmes, le Premier ministre Karl von Stürgkh est assassiné le 21 octobre 1916 par Friedrich Adler, fils du leader social-démocrate et proche ami d'Albert Einstein.
François-Joseph charge alors de nouveau Koerber de former le gouvernement. Inquiet de la tournure prise par les évènements, le vieux monarque aurait alors envisagé d'entamer des pourparlers en vue de la paix dans les mois suivants.

### La fin du règne (1916)

#### Derniers jours

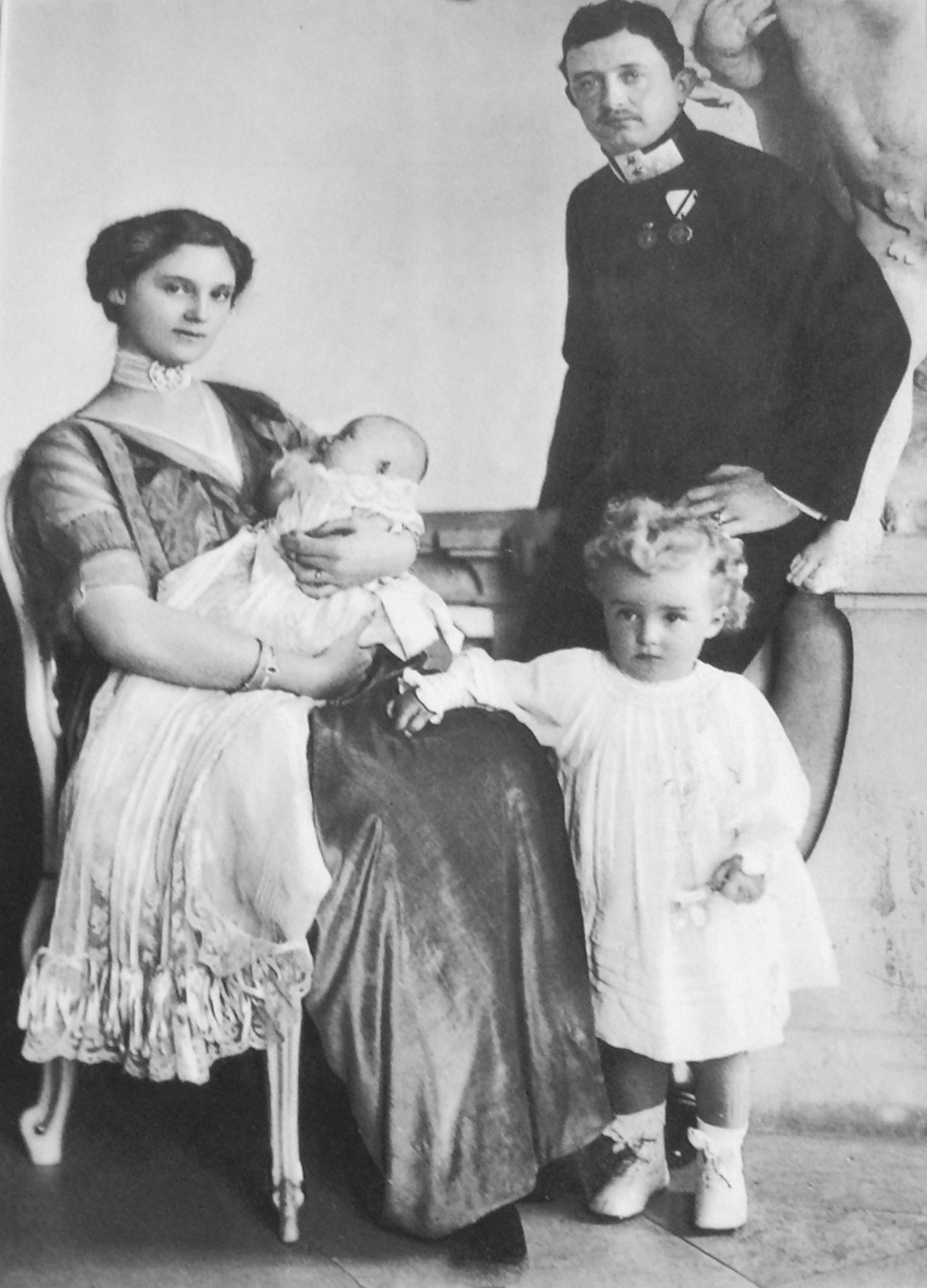
Le nouveau couple impérial, Charles, Zita et ses enfants Otto et Adélaïde (1914) : un empereur de 29 ans succède à un empereur octogénaire.

Bien que robuste, la santé de François-Joseph s'était légèrement dégradée depuis le début de la guerre. Au début du mois de novembre 1916, le souverain est frappé par une congestion pulmonaire entraînant des poussées de fièvre et une grande fatigue, générée par le maintien du rythme de vie et des obligations officielles du monarque. La maladie évolue à partir du 15 novembre puis s'aggrave considérablement le 20 novembre. L'empereur remplit pourtant ce jour-là ses obligations au château de Schönbrunn (paraphe de dossiers, entrevue…) mais son état ne cesse d'empirer : il doit faire des pauses fréquentes et semble éprouver des difficultés à se tenir debout, selon ses proches collaborateurs. Le soir, lorsqu'il s'endort, il est au plus mal. L'archiduc Charles, héritier du trône, alors sur le front, est appelé en urgence à Vienne par son épouse, appuyée par les médecins de l'empereur.

#### Mort de l'empereur
Le 21 novembre, à huit heures et demie du matin, François-Joseph reçoit l'extrême onction. Après plus de 67 ans de règne, l'un des plus longs de l'époque contemporaine, l'empereur François-Joseph s'éteint quelques minutes plus tard à l'âge de 86 ans, au Palais de Hofburg, à Vienne. Son petit-neveu, l'archiduc Charles, lui succède sous le nom de Charles Ier à seulement vingt-neuf ans.
Le 30 novembre, devant des milliers de personnes et en présence des souverains alliés et des membres de la Maison impériale, ont lieu les obsèques officielles de François-Joseph Ier. En tête du cortège se tiennent les nouveaux souverains et le nouvel héritier du trône, l'archiduc Otto, âgé de 4 ans. Selon le cérémonial des funérailles des Habsbourg, le cercueil est déposé dans la crypte des Capucins à Vienne, surplombant d'environ un mètre le sarcophage de sa femme Élisabeth et celui de son fils Rodolphe.

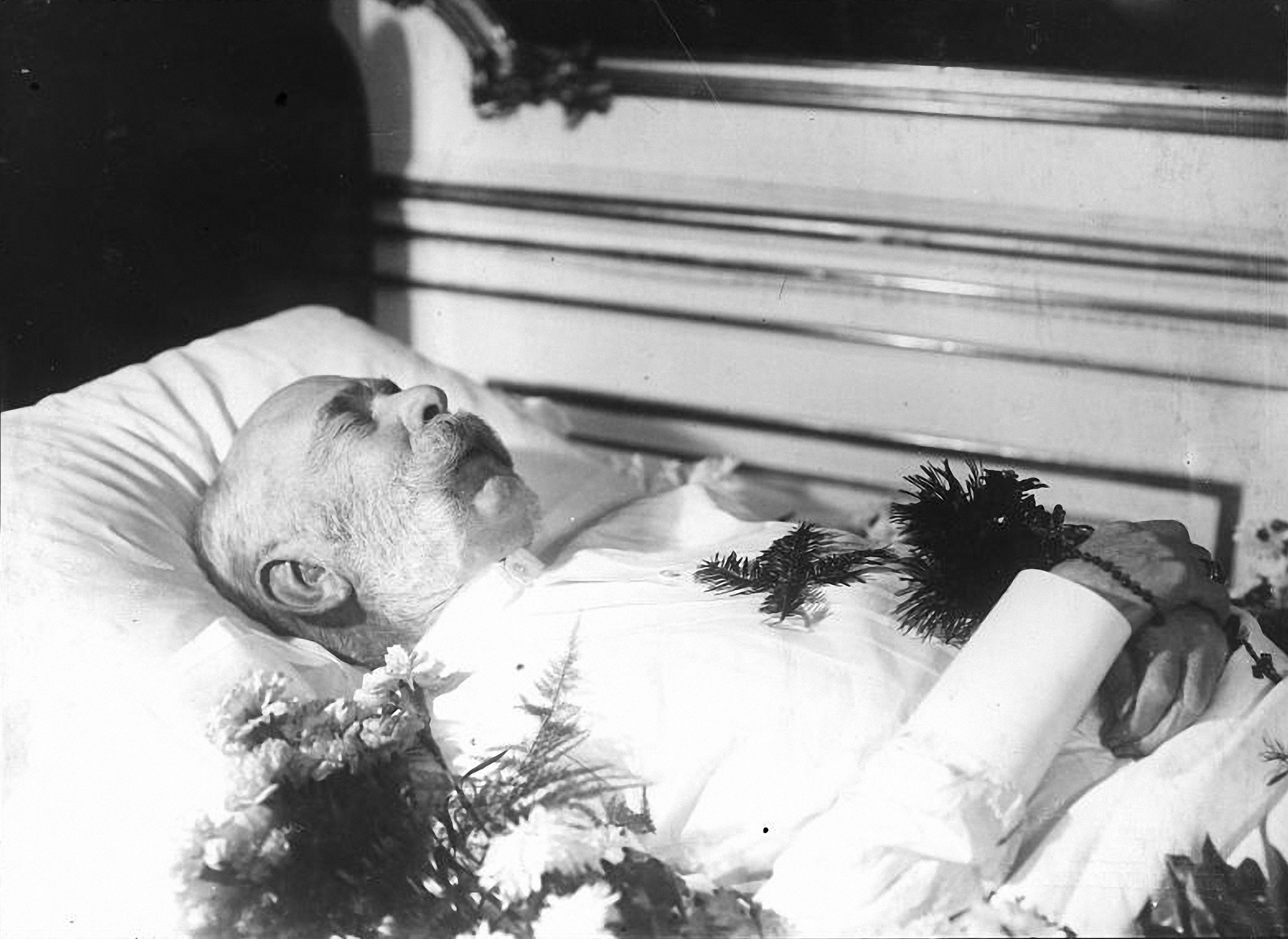
François-Joseph sur son lit de mort.
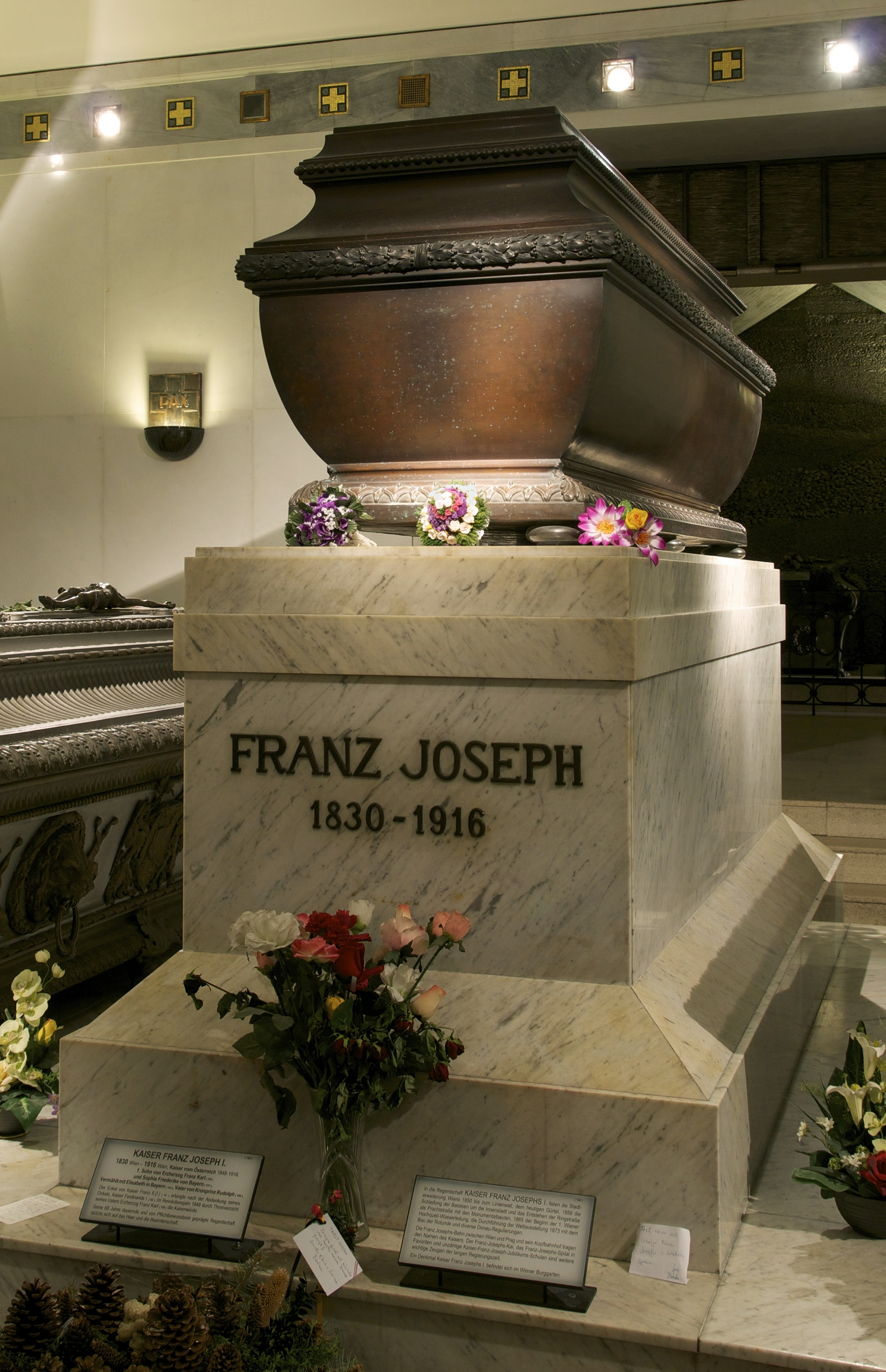
Sarcophage dans la crypte des Capucins à Vienne.

## Titres
Les titres officiels de l'empereur François-Joseph étaient les suivants :
Sa Majesté Impériale et Apostolique, François-Joseph Ier, par la Grâce de Dieu empereur d’Autriche, roi de Hongrie et de Bohême, de Dalmatie, de Croatie, de Slavonie, de Galicie, de Lodomérie et d’Illyrie ; roi de Jérusalem ; archiduc d’Autriche ; grand-duc de Toscane et de Cracovie ; duc de Lorraine, de Salzbourg, de Würzburg, de Franconie, de Styrie, de Carinthie, de Carniole et de Bucovine ; grand-voïvode de la grande principauté de Transylvanie ; margrave de Moravie ; duc de Haute et de Basse Silésie, de Modène, de Parme, de Plaisance et de Guastalla, d’Auschwitz et de Zator, de Teschen, du Frioul, de Raguse et de Zara ; comte princier de Habsbourg et du Tyrol, de Kybourg, de Gorizia et de Gradisca ; prince de Trente et de Brixen, de Berchtesgaden et Mergentheim ; margrave de Haute et de Basse Lusace, margrave en Istrie ; comte de Hohenems, de Feldkirch, de Bregenz, de Sonneberg ; seigneur de Trieste, de Cattaro et de la marche de Windisch ; grand-voïvode de la voïvodie de Serbie.

## Décorations étrangères
- Grand-croix d’Albert l’Ours, 27 octobre 1849
- Chevalier de l’Ordre de la Fidélité de la Maison, 1851
- Grand-croix du lion de Zähringer, 1851
- Chevalier de Saint-Hubert, 1849
- Grand-croix de l’ordre militaire de Max Joseph
- Grand Cordon de l’Ordre de Léopold (civil), 19 avril 1849
- Grand-Croix d’Henri le Lion, 1854
- Chevalier des Saints Cyrille et Méthode
- Ordre de la Bravoure, Grade I
- Chevalier de l’Éléphant, 17 janvier 1849
- Duchés ernestins: Grand-croix de l’ordre de la Maison de Saxe-Ernestine, mars 1852
- France : Grand-croix de la Légion d’honneur
- Chevalier de Saint-Georges, 1848
- Grand-croix de l’Ordre royal guelfe
- Grand-croix de l’ordre de Kamehameha I, 1865
- Grand-croix de l’ordre de Kalākaua, 1878
- Grand-croix de l’ordre de Ludwig, 3 mai 1851
- Chevalier du Lion d’Or, 19 novembre 1851
- Grand-Croix du Saint-Sépulcre de Jérusalem
- Chevalier de l’Annonciation, 13 avril 1869
- Grand-croix des Saints Maurice et Lazare, 1869
- Grand-croix de la Couronne d’Italie, 1869
- Grand Cordon de l’Ordre du Chrysanthème, 7 mai 1880;  Collar, 25 octobre 1898
- Ordre Souverain Militaire de Malte: Bailli Grand-Croix d’Honneur et de Dévotion
- Grand-croix de l’aigle mexicain, avec collier, 1865
- Grand-Croix de l’Aigle d’Este, 1856
- Grand-Croix de l’Ordre du Prince Danilo
- Chevalier du Lion d’Or de Nassau, mai 1858
- Grand-croix de l’ordre militaire de Guillaume, 21 juin 1849
- Grand-croix de l’ordre du duc Peter Friedrich Ludwig,avec couronne d’or, 9 mars 1853
- Grand-Croix de l’Ordre Constantinien de Saint-Georges,avec Collier, 1849
- Chevalier de l’Aiglenoir, 14 août 1844; avec collier, 1851
- Grand Commandeur de l’Ordre de la Maison Royale de Hohenzollern, 16 septembre 1884
- Pour le Mérite (militaire), avec feuilles de chêne, 27 août 1914
- Collier de l’Ordre de Carol Ier, 1906
- Grand-croix de l’étoile de Roumanie
- Chevalier de Saint-André, 30 décembre 1845
- Chevalier de Saint-Alexandre Nevski
- Chevalier de l’Aigle Blanc
- Chevalier de Sainte-Anne, 1re classe
- Chevalier de Saint-Georges,4e classe, 2 juillet 1849
- Grand-Croix du Faucon Blanc, 1er octobre 1857
- Chevalier de la Couronne de rue, 1847
- Grand-croix de l’ordre militaire de Saint-Henri
- Grand-croix de la croix de Takovo
- Ordre de Miloš le Grand,1ère Classe
- Chevalier de l’Ordre de la Maison Royale de Chakri,15 juillet 1891
- Grand-croix de l’ordre de Charles III,avec collier, 10 mai 1875
- Chevalier des Séraphins,avec collier, 9 juillet 1850
- Chevalier du Lion norvégien, 5 avril 1904
- Grand-Croix de Saint-Joseph
- Chevalier de Saint-Januarius, 1848
- Chevalier de l'ordre de la Jarretière, 14 août 1867
- Chaîne royale de Victoria, 16 août 1904
- Grand-croix de la Couronne de Wurtemberg,1850

## Mariage et descendance

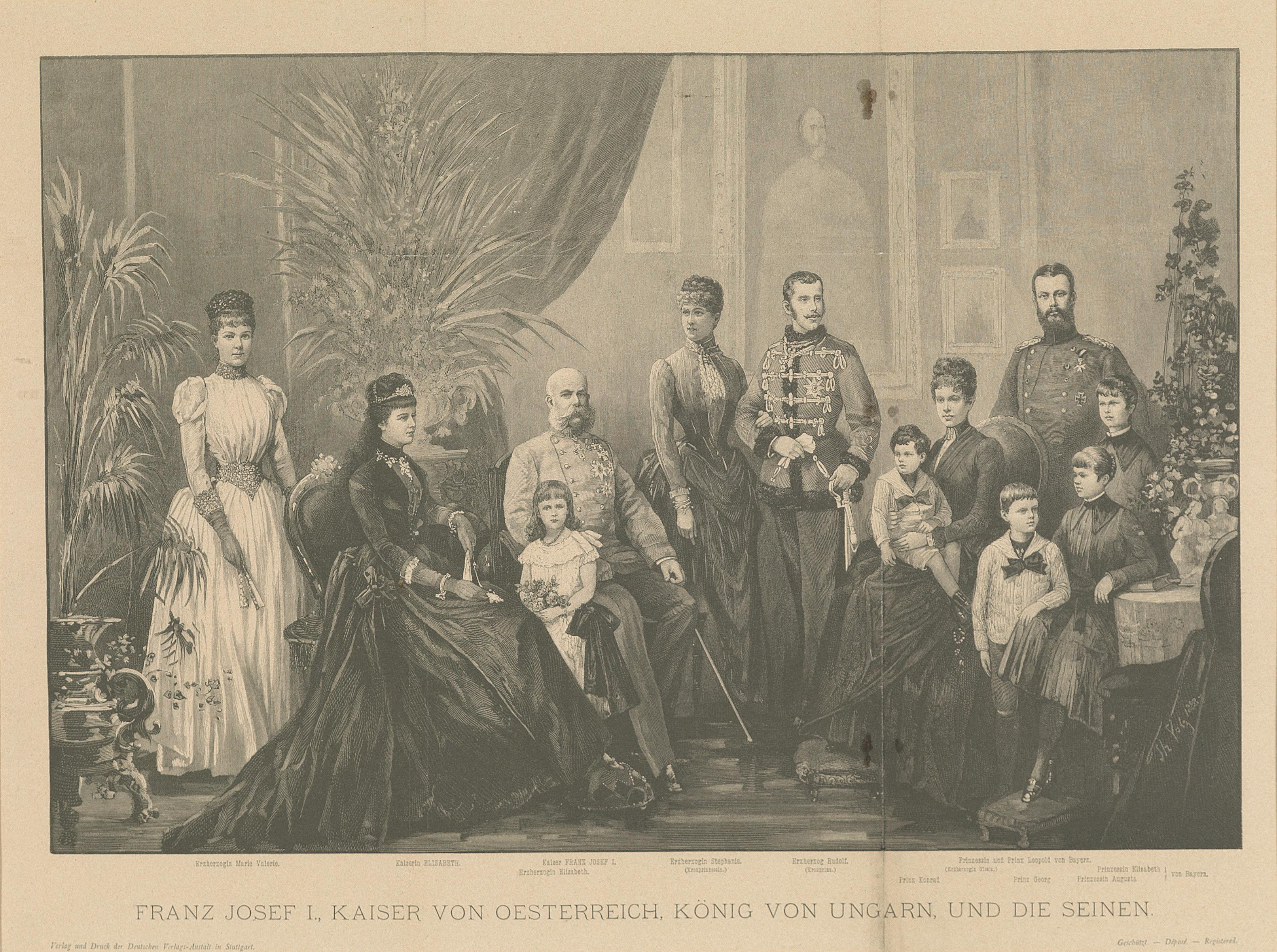
La famille impériale en 1888.

De son mariage avec Élisabeth de Wittelsbach, naissent quatre enfants :
- Sophie Frédérique Dorothée Marie Josèphe de Habsbourg-Lorraine, archiduchesse d’Autriche (1855 – 1857) ;
- Gisèle Louise Marie de Habsbourg-Lorraine, archiduchesse d'Autriche (1856 – 1932), épouse en 1873 Léopold de Bavière (1846 – 1930) avec lequel elle eut 4 enfants ;
- Rodolphe François Charles Joseph de Habsbourg-Lorraine, archiduc d'Autriche et prince héritier de l’empire austro-hongrois (1858 – 1889), épouse en 1881 Stéphanie de Belgique (1864 – 1945) ; ils eurent une fille ;
- Marie Valérie Mathilde Amélie de Habsbourg-Lorraine, archiduchesse d'Autriche (1868 – 1924), épouse en 1890 François-Salvator de Habsbourg-Lorraine, archiduc d'Autriche, prince de Toscane (1866 – 1939) ; ils eurent dix enfants.

## Bilan du règne
Comme ses prédécesseurs, François-Joseph s’appuie essentiellement sur les forces traditionnelles de la dynastie Habsbourg : la haute noblesse, le clergé et l’armée. Conservateur, il doit cependant subir les relations houleuses de ses gouvernements libéraux avec le Saint-Siège (et notamment la rupture du Concordat).
L’un des événements les plus marquants de son règne reste cependant l’abolition du centralisme autrichien et l’instauration du dualisme ; l’ex-empire d’Autriche devient la monarchie austro-hongroise, composée de :
- l'empire d’Autriche (Cisleithanie) : Autriche, Bohême, Moravie, Galicie, Styrie et Carniole ;
- le royaume apostolique de Hongrie (Transleithanie) : Pannonie, Transylvanie et Croatie.

Chaque État dispose de son parlement et de son gouvernement, les deux États partageant le même souverain (à la fois empereur et roi). L’objet du dualisme est de mettre un terme à l’indépendantisme hongrois tout en sauvegardant l’unité de l’empire des Habsbourg.
Sur le plan militaire, François-Joseph se lance dans plusieurs conflits :
- 1859 – 1860 : il attaque le royaume de Piémont-Sardaigne afin d’empêcher l'unification de l'Italie. C'est un échec ;
- 1864 : de concert avec la Prusse, il attaque le Danemark ;
- 1866 : il entame une guerre contre la Prusse, qui, victorieuse à Sadowa, lui ravit le rôle traditionnel que l’Autriche avait en Allemagne ;
- 1914 : il attaque la Serbie à la suite de l’assassinat de l'archiduc-héritier ; ce qui par le jeu des alliances mènera à la Première Guerre mondiale.

Dans son ouvrage L'Histoire des Habsbourg, l'historien Henry Bogdan note avec surprise :

« Un hommage inattendu fut rendu plus tard à François-Joseph par le président Poincaré : C'était un souverain riche en bonnes intentions… Il n'a pas voulu le mal, il n'a pas voulu la guerre mais il s'est entouré de gens qui l'ont faite. »

## Drames familiaux
En plus des échecs militaires et politiques, François-Joseph a dû affronter de nombreux drames et scandales familiaux, notamment :
- 1857 : mort en bas âge de sa fille Sophie en Hongrie ;
- 1859 : son beau-frère, le duc Louis-Guillaume en Bavière renonce à ses droits et épouse une comédienne dont il a déjà une fille ;
- 1860 : l'impératrice quitte la cour pour Madère où elle doit soigner une santé si ébranlée que la cour la dit proche de sa fin ;
- 1867 :
  - 9 mars : décès de sa belle-sœur, la duchesse en Bavière née Sophie de Saxe (21 ans) ; son mari le duc Charles-Théodore en Bavière, effondré, quitte l'armée et entame des études de médecine, ce qui est inconvenant pour un homme de son rang ;
  - 6 juin : mort violente de sa cousine l'archiduchesse Mathilde (brûlée vive à 18 ans) ;
  - 19 juin : exécution de son frère Maximilien (34 ans) au Mexique ; démence de l'épouse de celui-ci née Charlotte de Belgique (27 ans) ;
  - 26 juin : décès prématuré de son beau-frère, le prince héréditaire Maximilien de Tour et Taxis (35 ans), la princesse, née Hélène en Bavière est effondrée ;
  - octobre : après des fiançailles interminables, le roi Louis II de Bavière annule, sous un prétexte, ses projets de mariage avec la sœur de l'impératrice Sophie-Charlotte en Bavière. Le scandale est grand ;
- 1871 : mort à 28 ans de sa belle-sœur l'archiduchesse Maria-Annunziata. À 38 ans, l'archiduc Charles-Louis est veuf pour la seconde fois et ses quatre enfants orphelins de mère. L'archiduc se remariera l'année suivante avec la princesse Marie-Thérèse de Bragance ;
- 1872 :
  - le frère du roi de Bavière, Othon est déclaré « fou » et interné dans une forteresse à l'âge de 24 ans ;
  - décès de sa mère née Sophie de Bavière ;
- 1875 : décès de son oncle, l'ex-empereur Ferdinand Ier ;
- 1877 : son plus jeune frère, Louis-Victor, 35 ans, est compromis dans un scandale homosexuel ; François-Joseph le fait assigner à résidence à perpétuité et servir par du personnel uniquement féminin ;
- 1878 : décès de son père, l'archiduc François-Charles d'Autriche ;
- 1884 : décès de sa tante, l'impératrice douairière née Marie-Anne de Sardaigne ;
- 1885 : mort prématurée de son neveu le prince Maximilien de Tour et Taxis (22 ans), sa mère la duchesse Hélène en Bavière doit être internée quelque temps ;
- 1886 :
  - le roi Louis II de Bavière, déclaré inapte et assigné à résidence, est retrouvé mort par noyade (à 40 ans) en compagnie de son médecin ;
  - le comte de Trani, son beau-frère se suicide (pour permettre des obsèques religieuses, on prétextera une maladie mortelle) ;
- 1888 : mort du duc en Bavière, son beau-père ;
- 1889 : suicide (ou assassinat) de son fils et héritier Rodolphe à Mayerling (en compagnie de sa maîtresse de 17 ans). L'impératrice fuit de plus en plus la cour et voyage à travers l'Europe ;
- 1890 :
  - l'archiduc Jean-Salvator (de la branche Toscane) rompt avec la maison impériale, prend la mer ; il est porté disparu ;
  - mort de sa belle-sœur, la princesse douairière de Tour et Taxis ;
- 1891 :
  - sa belle-sœur, la duchesse d'Alençon, après avoir tenté de s'enfuir avec son amant, est internée quelque temps ;
- 1892 : mort de la duchesse en Bavière, sa tante et belle-mère ;
- 1893 : mort de son beau-frère Maximilien-Emmanuel en Bavière à l'âge de 43 ans ;
- 1894 :
  - mort de sa belle-sœur, la veuve de Max-Emmanuel, à 45 ans ;
  - sa petite-fille Élisabeth Marie de Bavière s'enfuit avec son amant avec lequel elle contracte un mariage morganatique secret ;
- 1896 : son frère Charles-Louis meurt d'une fièvre typhoïde contractée après avoir bu de l'eau du Jourdain lors d'un pèlerinage en Terre sainte ;
- 1897 : mort accidentelle de sa belle-sœur la duchesse d'Alençon dans l'incendie du Bazar de la Charité à Paris ;
- 1898 : assassinat de son épouse Élisabeth à Genève ;
- 1900 : mariage morganatique de son neveu et héritier François-Ferdinand ;
- 1902 : mort de son cousin et ami, le roi Albert de Saxe ;
- 1903 : la reine de Saxe née Louise-Antoinette de Habsbourg-Toscane demande le divorce pour épouser son amant ;
- 1906 : décès de l'archiduc Otto, frère cadet de François-Ferdinand, après une vie particulièrement scandaleuse ;
- 1909 : son neveu, l'archiduc Ferdinand-Charles, 41 ans, rompt avec la maison Impériale pour épouser sa maîtresse ;
- 1910 : mort du duc d'Alençon, son beau-frère ;
- 1914 : assassinat de son neveu François-Ferdinand (héritier présomptif) à Sarajevo par un étudiant serbe bosnien, Gavrilo Princip. Son nouvel héritier est son petit-neveu, l'archiduc Charles, fils du défunt Otto, âgé de 26 ans.

## Filmographie
Dès la fin de la Grande Guerre, François-Joseph Ier a été représenté  plusieurs fois à l'écran.
- 1922 :  Ludwig II de Otto Kreisler avec Franz Scherer dans le rôle de l'empereur.
- 1923:  Les Chevaux de bois avec Anton Vaverka dans le rôle de l'empereur.
- 1924 :Tragödie im Hause Habsburg avec Emil Fenyvessy dans le rôle de l'empereur.
- 1926 : La Symphonie nuptiale avec Anton Vaverka dans le rôle de l'empereur.
- 1928 : Le Destin des Habsbourg - La tragédie d'un empire de Rolf Raffé avec Fritz Spira dans le rôle de l'empereur.
- 1931 : 
  - Elisabeth von Österreich de Adolf Trotz avec Paul Otto dans le rôle de l'empereur.
  - 1914, fleurs meurtries de Richard Oswald avec Eugen Klöpfer dans le rôle de l'empereur.
- 1934 : Défilé de printemps. Un film du passé de l'Autriche-Hongrie de Géza von Bolváry avec Paul Hörbiger dans le rôle de l'empereur.
- 1935 : Königswalzer de Herbert Maisch avec Curd Jürgens dans le rôle de l'empereur.
- 1936 : 
  - Mayerling de Anatole Litvak avec Jean Dax dans le rôle de l'empereur.
  - Sa Majesté est de sortie avec Franchot Tone dans le rôle de l'empereur.
- 1937 : Champagne valse de A. Edward Sutherland avec Rudolph Anders dans le rôle de l'empereur.
- 1938 : Toute la ville danse avec Henry Hull dans le rôle de l'empereur.
- 1940 : 
  - De Mayerling à Sarajevo avec Jean Worms dans le rôle de l'empereur.
  - Florian de Edwin L. Marin avec Reginald Owen dans le rôle de l'empereur.
  - Bismarck de Wolfgang Liebeneiner avec Karl Schönböck dans le rôle de l'empereur.
- 1948 : 
  - La Valse de l'empereur de Billy Wilder avec Richard Haydn dans le rôle de l'empereur.
  - L'Ange à la trompette de Karl Hartl avec Anton Edthofer dans le rôle de l'empereur.
- 1949 : Le Secret de Mayerling de Jean Delannoy avec Jean Debucourt dans le rôle de l'empereur.
- 1952 : The White Horse Inn avec Rudolf Forster dans le rôle de l'empereur.
- 1953 : Une valse pour l'empereur avec Willy Danek dans le rôle de l'empereur.
- 1954 : Manœuvres impériales avec Benno Smytt dans le rôle de l'empereur.
- 1955 :
  - Mam'zelle Cri-Cri avec Paul Hörbiger dans le rôle de l'empereur.
  - Louis II de Bavière avec Erik Frey dans le rôle de l'empereur.
  - The Day That Shook the World de Veljko Bulajić avec Otomar Korbelář dans le rôle de l'empereur.
  - Sarajevo avec Ewald Balser dans le rôle de l'empereur.
  - Sissi de Ernst Marischka avec Karlheinz Böhm dans le rôle de l'empereur.
- 1956 :
  - Sissi impératrice de Ernst Marischka avec Karl-Heinz Böhm dans le rôle de l'empereur.
  - Mayerling - le dernier amour du fils de Sissi de Rudolf Jugert avec Erik Frey dans le rôle de l'empereur.
- 1957 : Sissi face à son destin de Ernst Marischka avec Karl-Heinz Böhm dans le rôle de l'empereur.
- 1962 : Christelle et l'Empereur avec Peter Weck dans le rôle de l'empereur.
- 1964 : Summer in Tyrol avec Peter Malberg dans le rôle de l'empereur.
- 1968 : Mayerling de Terence Young avec James Mason dans le rôle de l'empereur.
- 1969 : Ah Dieu ! que la guerre est jolie de Richard Attenborough avec Jack Hawkins dans le rôle de l'empereur.
- 1970 : Maximilian von Mexiko de Gunter Grawert avec Albert Rueprecht dans le rôle de l'empereur.
- 1974 : La Chute des aigles de John Elliot avec Miles Anderson et Laurence Naismith à différents âges dans le rôle de l'empereur.
- 1991 : 
  - Sherlock Holmes and the Leading Lady avec Cyril Shaps dans le rôle de l'empereur.
  - Sissi la valse des cœurs de Christoph Böll avec Nils Tavernier dans le rôle de l'empereur.
- 1997 : Princesse Sissi de Bruno Bianchi avec Olivier Destrez dans le rôle de l'empereur.
- 2004 : Sissi, l'impératrice rebelle de Jean-Daniel Verhaeghe avec Danila Kozlovski et Frédéric van den Driessche à différents âges dans le rôle de l'empereur.
- 2006 : Prince Rodolphe : l'héritier de Sissi de Robert Dornhelm avec Klaus Maria Brandauer dans le rôle de l'empereur.
- 2009 : Sissi : Naissance d'une impératrice de Xaver Schwarzenberger avec David Rott dans le rôle de l'empereur.
- 2014 : 37 days de Justin Hardy avec Chelsea Grant dans le rôle de l'empereur.
- 2021 : Sissi de Sven Bohse avec Jannik Schümann dans le rôle de l'empereur.
- 2022 : 
  - Corsage de Marie Kreutzer avec Florian Teichtmeister dans le rôle de l'empereur.
  - The Empress de Katrin Gebbe et Florian Cossen avec Philip Froissant dans le rôle de l'empereur.
- 2023 :
  - Sisi und Ich de Frauke Finsterwalder avec Markus Schleinzer  dans le rôle de l'empereur.